# Bogesunds slott

Bogesunds slott, tidigare kallat Bogösund, är ett slott och tidigare säteri, som ligger i Östra Ryds socken i Vaxholms kommun i Stockholms län. Byggnaden uppfördes under 1640-talet på initiativ av Per Brahe den yngre och blev senare ombyggd flera gånger. Förutom ätten Brahe har Bogesund ägts av medlemmar av ätterna Hamilton, von Rosen, von Lantingshausen och von Höpken.
Sitt nuvarande utseende som ett riddarslott med torn och gotiska fönster fick huset på 1860-talet efter ritningar av arkitekterna Fredrik Wilhelm Scholander och Thor Medelplan. Enligt Stockholms läns museum är Bogesund med sitt "medelstidsromantiska utseende ett mycket intressant och belysande exempel på 1800-talets svärmeri för historiska arkitekturstilar".
Bogesund stod obebott sedan 1906 och tvångsinlöstes 1946 av svenska staten genom en särskilt tillkommen lag kallad Lex Bogesund. Sedan 1993 förvaltar Statens fastighetsverk Bogesunds slott och 1996 påbörjades ett omfattande in- och utvändigt restaurerings- och konserveringsarbete. Slottet återinvigdes 11 augusti 2012 av prinsessan Christina och hennes make generalkonsul Tord Magnuson. Byggnaden står i begränsad omfattning öppet för allmänheten under sommarhalvåret i samband med visningar. 
Bogesunds slott ligger som ett slags centrum mitt i Bogesundslandets naturreservat som bildades år 2015. Själva slottet ingår inte i reservatet, men utgör istället ett lagskyddat byggnadsminne.

## Forntid och medeltid
Trakten kring dagens Bogesunds slott kännetecknas av en lång bebyggelsehistorik. Öster om slottsbyggnaden ligger några forntida gravfält och bytomten efter Gamla Bogesunds gård. Väster om huvudbyggnaden finns lämningar efter fossila åkrar. Bogesund omnämns 1367 i skriftlig form som in Bugasundom och 1492 talas det om en bengt i bowesunde. Ett äldre namn för Bogesund är Bogösund.

## Brahes tid

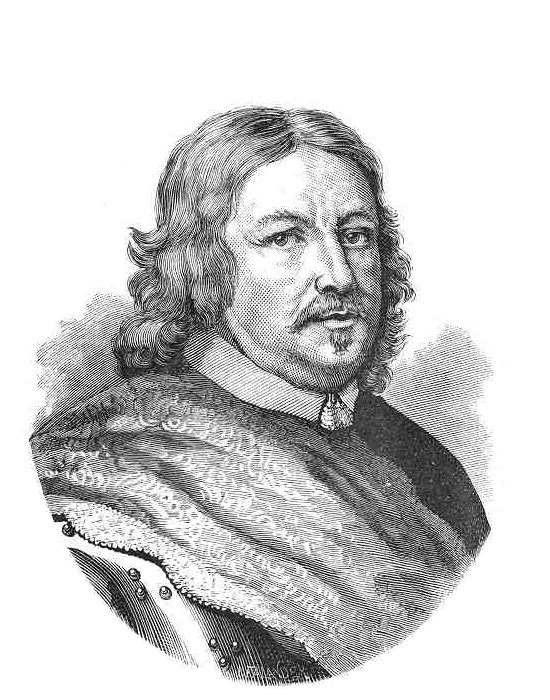
Byggherren Per Brahe d.y.

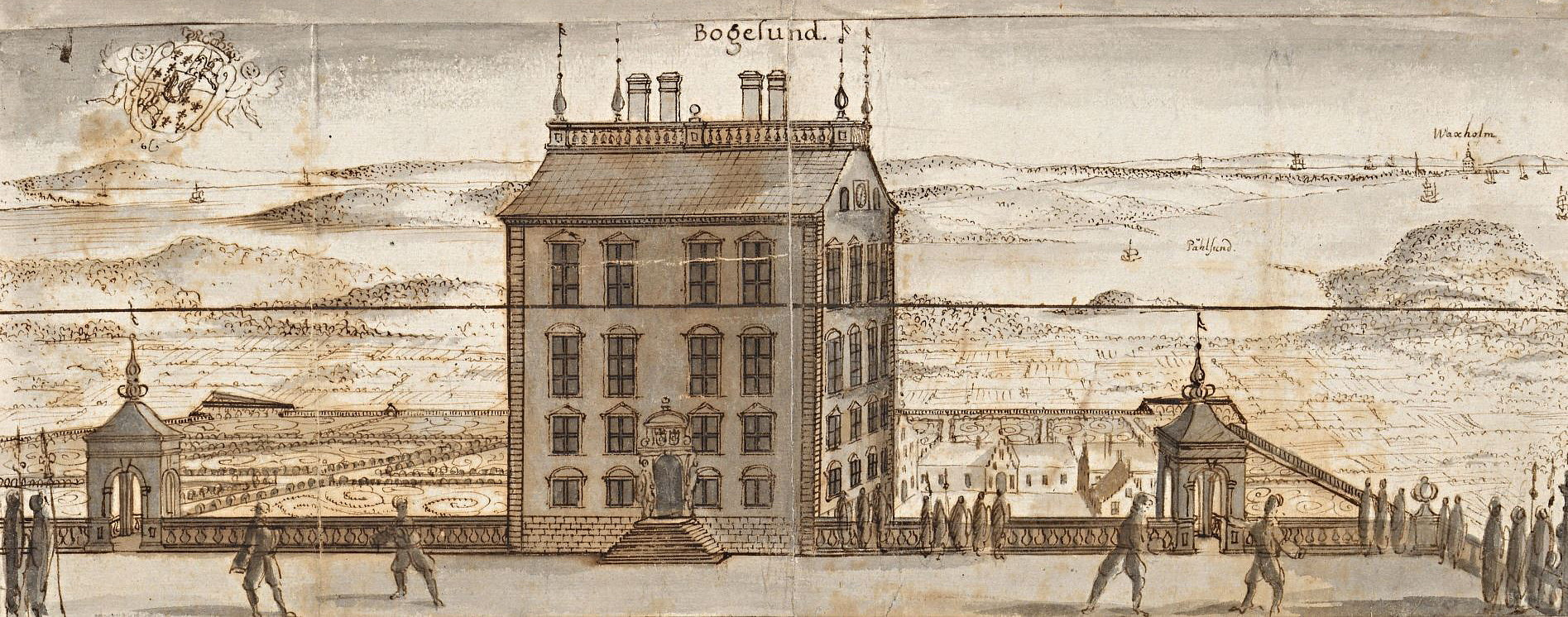
Bogesund enligt Erik Dahlbergh, 1670.

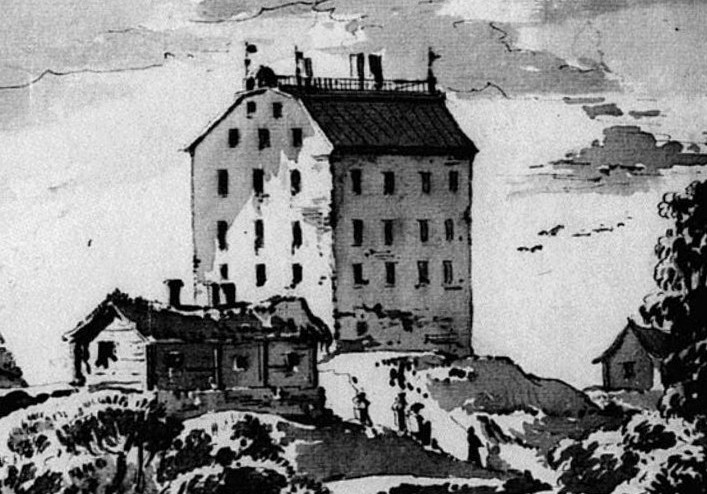
Bogesund enligt Jean Eric Rehn, 1740.

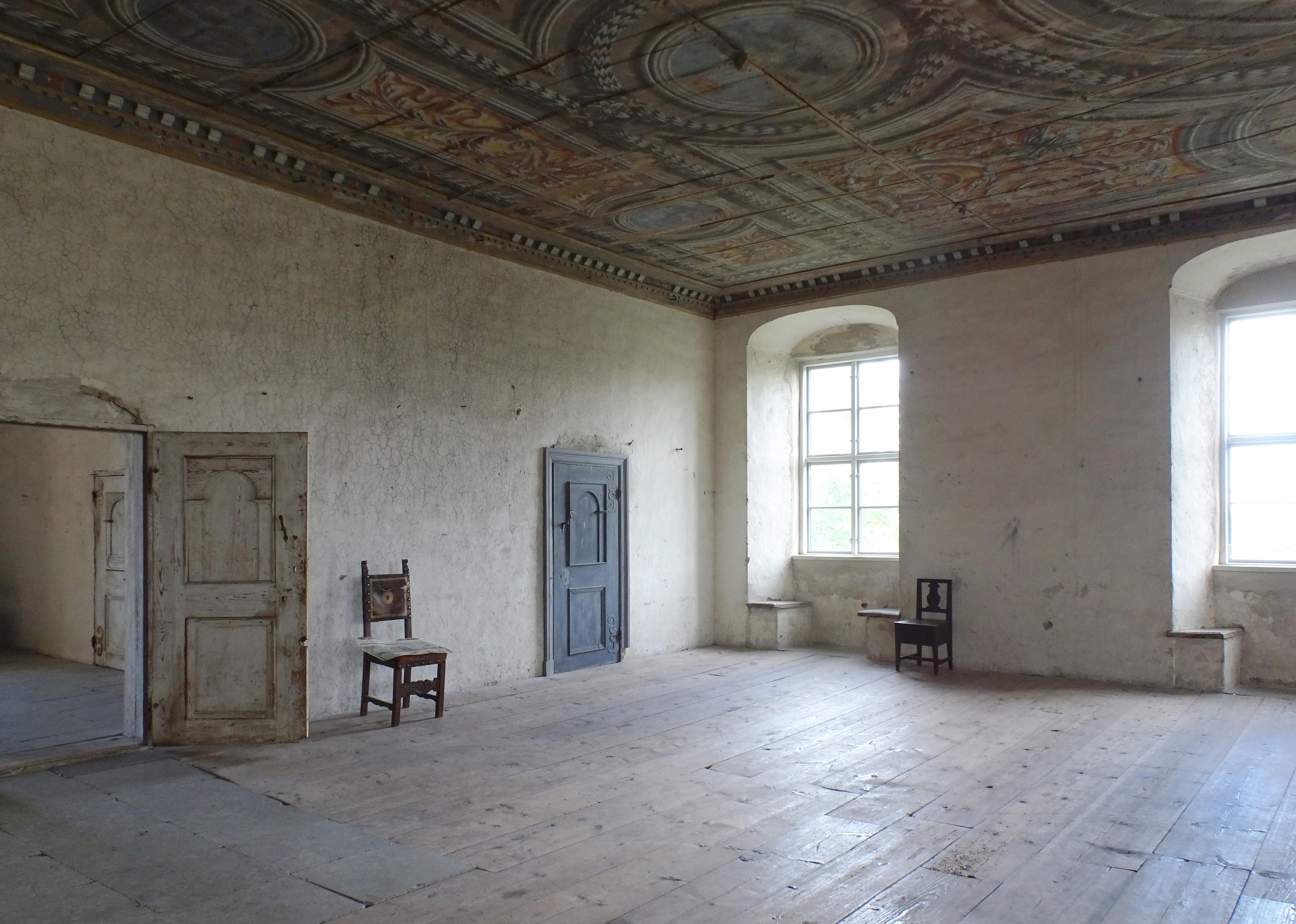
Berendt Vogels takmålning från 1600-talet i festsalen i slottets översta våning, målat i grisailleteknik.

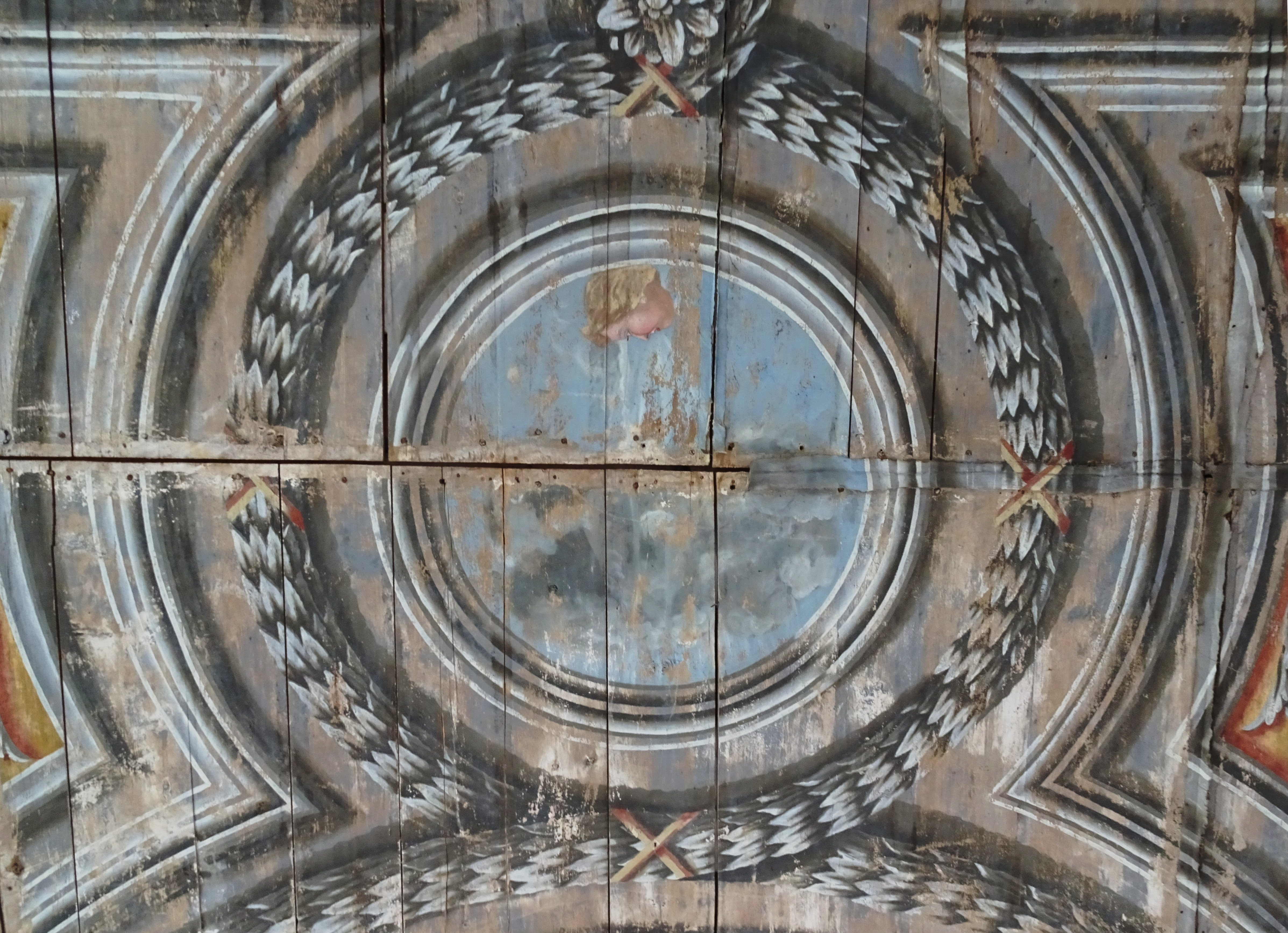
Berendt Vogels takmålning i festsalen från 1600-talet, målat i grisailleteknik, detalj.

Greve Per Brahe den yngre (född 1602 på Rydboholms slott och död 1680 på Bogesund) ärvde 1630 Bogesund av sin far Abraham Pedersson Brahe. Egendomen, belägen i Östra Ryds socken, var då ett större gods, kallad Gamla Bogesunds gård, vars huvudbyggnader låg öster om nuvarande slottet. Godset, som hade då varit i ätten Brahes ägo sedan 1624, var omfattande med stort jordbruk och djurhållning och ett 50-tal anställda.
Brahe hade rest i Italien och blivit inspirerad av landets arkitektur sedan lät han bygga det nya Bogesund under 1640-talet. Anledning var att Brahe, som en av kungens närmaste män, behövde ett säteri i närheten av Stockholm. Läget nära Vaxholm med sin hamn var fördelaktigt. Senare fanns det fanns även egen brygga vid Askrikefjärden med allé upp till slottet. På våren 1642 började man röja marken för slottsbygget. Bygget pågick sedan under flera år ungefär fram till 1651. 1644 blev egendomen säteri. En dendrokronologisk analys som utfördes 2010–2011 av timmer i det nuvarande takbjälklaget gav ett flertal dateringar före 1647 och styrker huvudbyggnadens ålder.
Bottenvåningen murades med natursten och utan markerad sockel. Huvudbyggnadens tegelmurverk följer samma mönster i plan två till fyra. Teglet är murat i renässansförband (omväxlande ett koppskift och ett löpskift) med tegelstorleken 290–300 × 145–150 × 70–75 mm (dagens svenska normaltegel mäter 250 × 120 × 62 mm). Fogbredden varierar mellan 5 och 30 mm. Många stenar blev tillhuggna på längden.
Av gamla handlingar framgår att Hans Borchard och Berendt Vogel var sysselsatta med målningsarbeten under ett antal år. Bland annat tillskrivs Berendt Vogel takmålningarna i stora festsalen högst upp, målat i grisaille 1669. På vindstrappans väggar syns två vakande knektar som målats direkt på muren, eventuellt utförda av Hans Borchard som var verksam på slottet åren 1653–1659. Fasaderna var troligen rödfärgade, eventuellt med imiterade tegelfogar i vitt. Arkitekten är okänd men man kan utgå ifrån att byggherren Brahe påverkade även utformningen. Möjligen kan Brahes hovkonstnär Johan Werner d.y., som verkade i Visingsborgsgrevskapet, som även hade kunskaper i byggnadskonsten, ha gjort utkast efter vilka murmästare på platsen arbetade, men även den franske arkitekten Simon de la Vallée eller dennes elev Nicodemus Tessin d.ä. kan ha svarat för ritningarna. Det är påfallande, hur enkelt och stramt stormaktstidens kanske störste godsägare lät inreda sitt nya hus.
Slottet hade på 1640-talet en kvadratisk plan, fyra våningar och två vindsvåningar under ett brutet tak. På taket anordnades en utsiktsaltan där Brahe kund njuta av en vidsträckt vy över Stockholms skärgård. Per Brahe hade tydligen ett intresse av den fria utsikten. Bogesunds höga läge och det samtidigt uppförda Brahehus, som placerades på en klippa högt över Vättern norr om Gränna, tycks styrka antagandet. Den 25 juli 1653 firades bröllop på Bogesund. Då gifte sig Per Brahe för andra gången, nu med friherrinnan Beata De la Gardie. 
Bottenvåningen har genomgående välvda rum med putsade tegelvalv, här fanns under Brahes tid tvättstuga, rustkammare och förrådsutrymmen. Under bottenvåningen ligger en låg källare med oputsade tegelvalv. Första och andra våningen fick en likartad planlösning med rumssviter på var sida om en mittaxel bestående av trapphus och en sal. Första våningen fungerade som ekonomivåningen (köket placerades dock av brandsäkerhetsskäl i en separat flygel) och på andra våningen låg bostäder för tjänstefolket och Brahes hovfunktionärer. På plan tre hade husherren sin bostad och på översta våningen låg festsalen med några mindre rum som antagligen användes av gäster.
På en samtida illustration upprättad av Erik Dahlbergh framgår byggnaden i något idealiserad form. På hans penselteckning syns till höger bakom slottet några hus som sannolikt är Gamla Bogesunds gård, i bakgrunden skymtar Pålsundet och Vaxholm. Trots senare ombyggnader är husets planlösning och rumsvolymer idag fortfarande bevarade från 1600-talet. Brahe kallade sin sätesgård för ”huus”, inte slott. Först efter ombyggnaden på 1860-talet blev beteckningen ”slott” vanlig. Till Brahes ”huus” anlades även en större och en mindre trädgård samt köksflygel, borggård med längor, jordbruk och två lusthus.
Sedan Per Brahe avlidit på Bogesund 1680 gick godset i arv till brorsonen Nils Brahe den yngre. Efter Nils död 1699 ärvde sonen, generalmajoren Abraham Brahe Bogesund. I början av 1700-talet, under Fredrik I:s tid, utgjorde Bogesund ofta vistelseort för kungen under hans jaktnöjen. Den siste Brahe på Bogesund var Christina Anna Brahe som dog år 1739 i barnsäng vid 21 års ålder. Hennes make Carl Fredrik Hamilton af Hageby bodde på slottet till sin död 1753. Efter honom stod slottet delvis obebodd och förföll allt mer. Carl Gustav Tessin som besökte Bogesund 1761 skrev bland annat: "… en vacker utsikt, ett förfallet hus. En vanskött gård samt alla Braheporträtt och stamtavlor som murknar på väggarna…”.
En penselteckning utförd på 1740-talet av Jean Eric Rehn, visar slottet i en något sliten tappning än Dahlbergs version från 1670-talet. Inga dekorativa hörnkedjor eller listverk syns, fasaden har diverse putsskador och i förgrunden står en förfallen flygelbyggnad. Gavelfasadernas fönsteraxlar varierar mellan bilderna, först fyra sedan tre och på en målning från 1826 fyra igen.

## Lantinghausens tid

### Upprustning på 1770–1780-talen

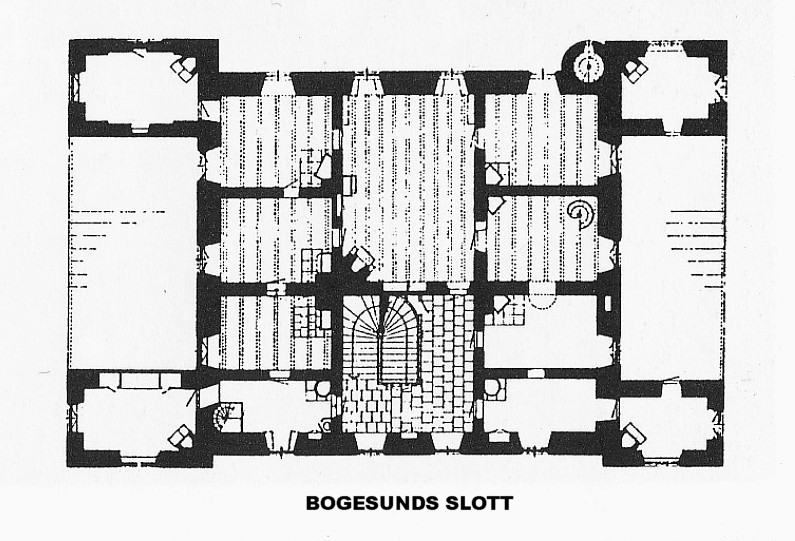
Planritning, våning 2 och 3.

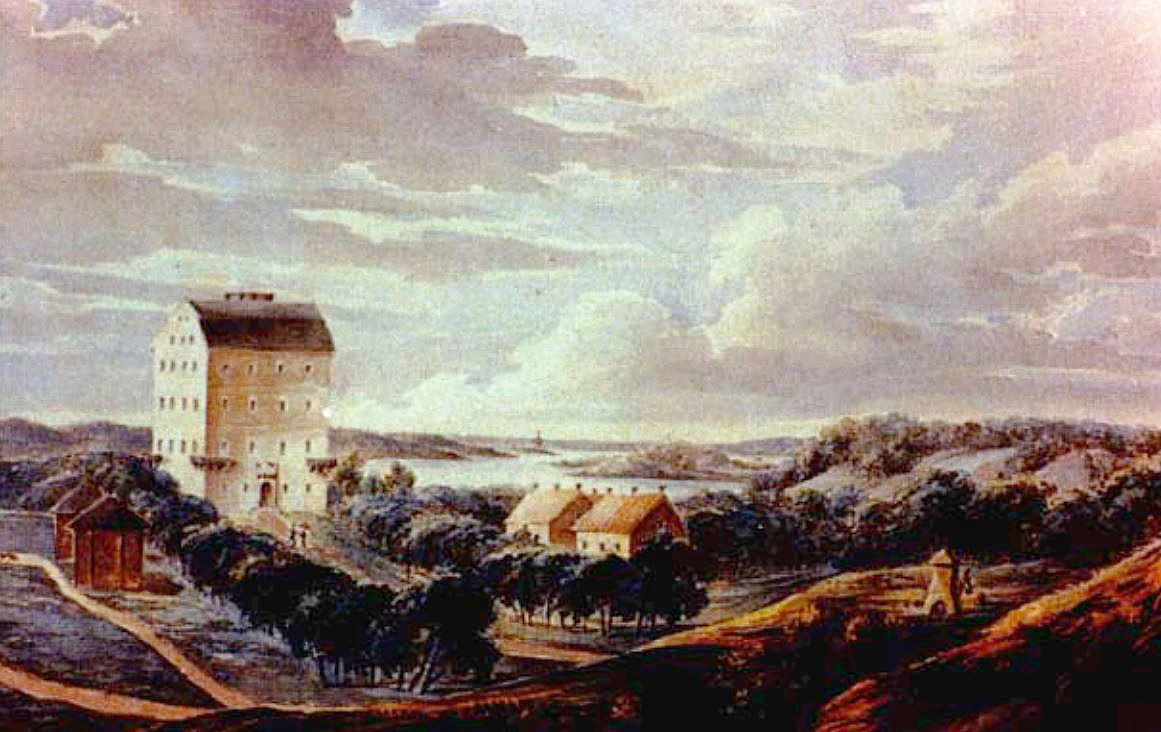
Slottet före ombyggnaden, 1826.

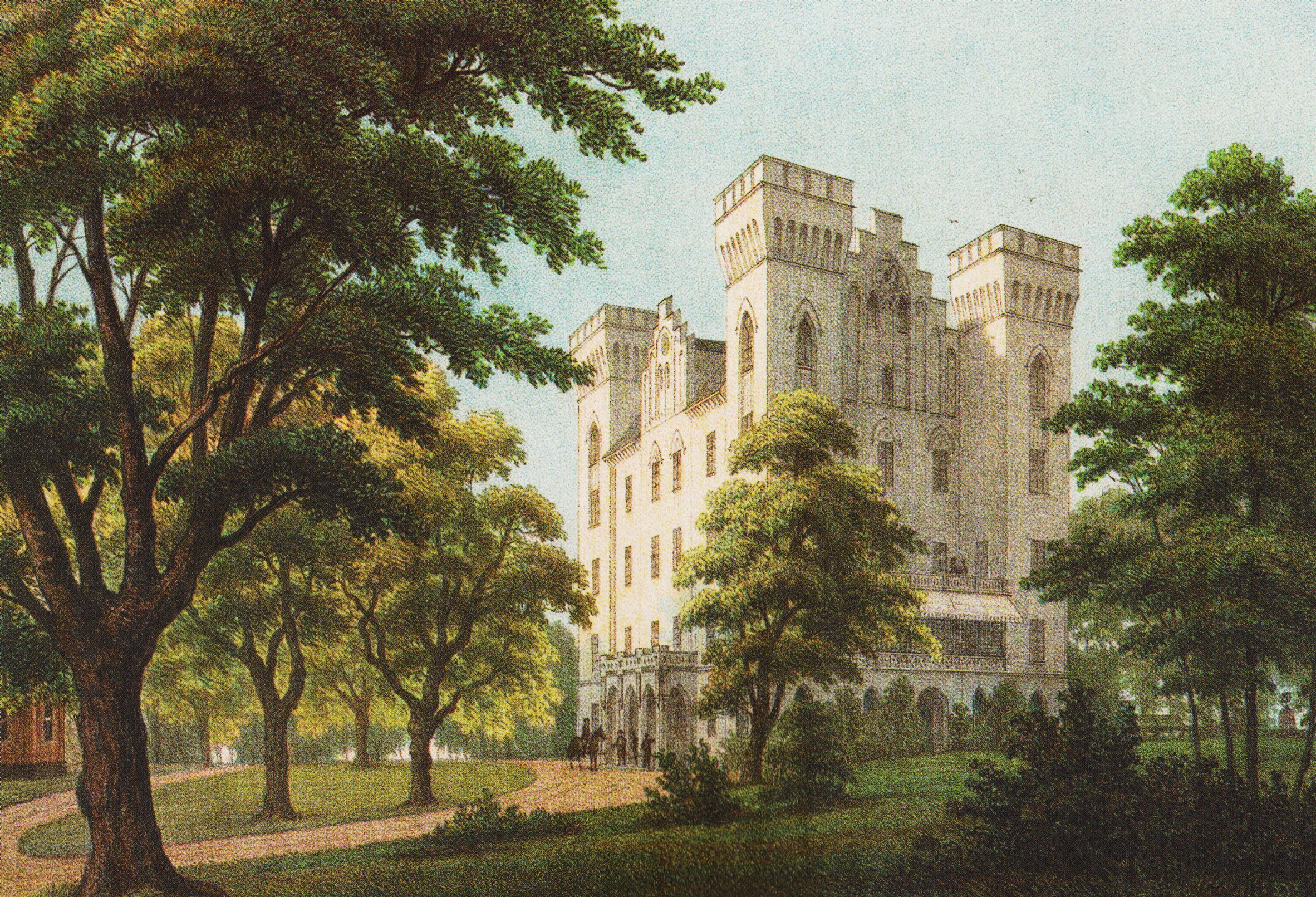
Slottet efter ombyggnaden, 1879.

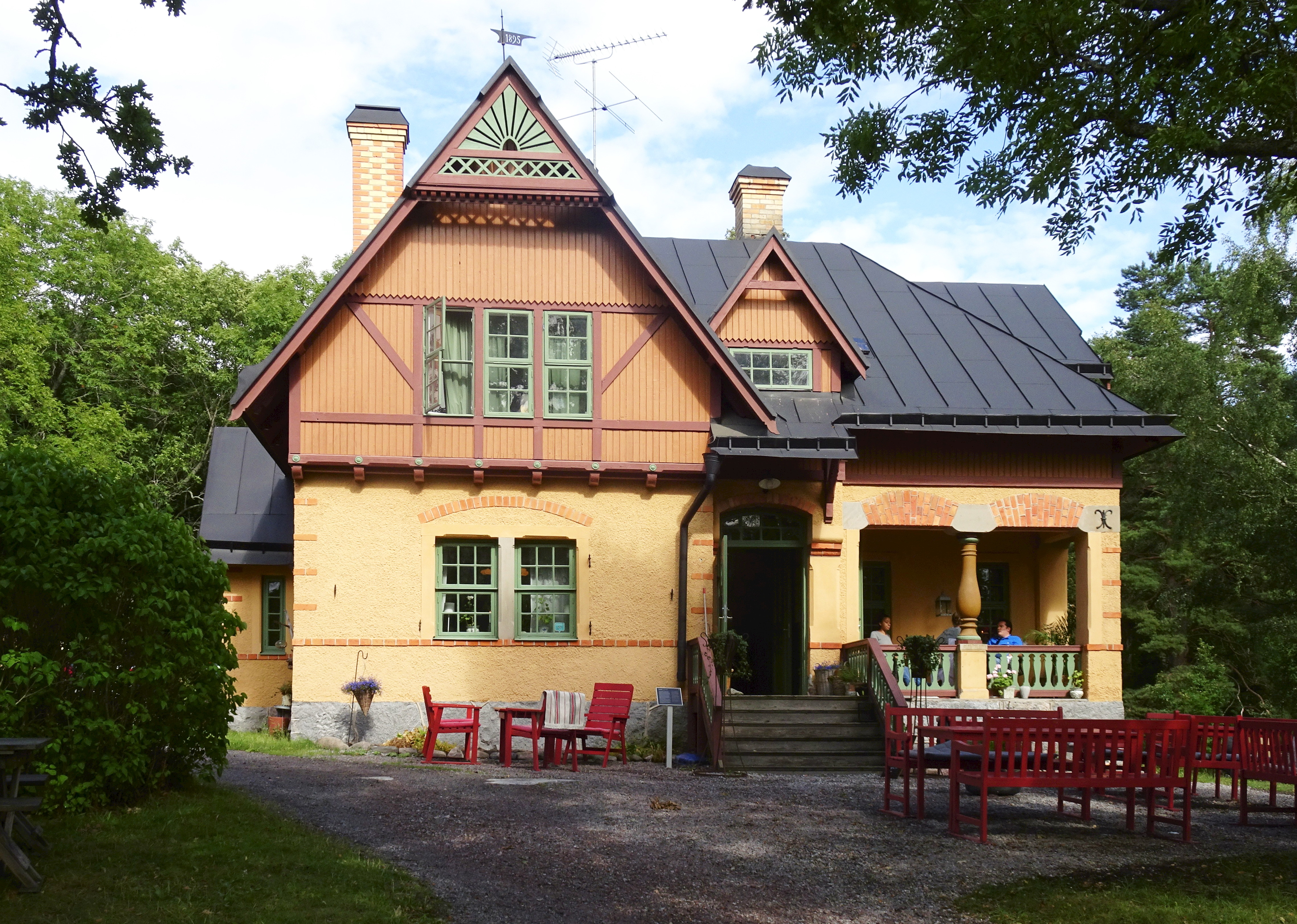
Parkvillan från 1895.

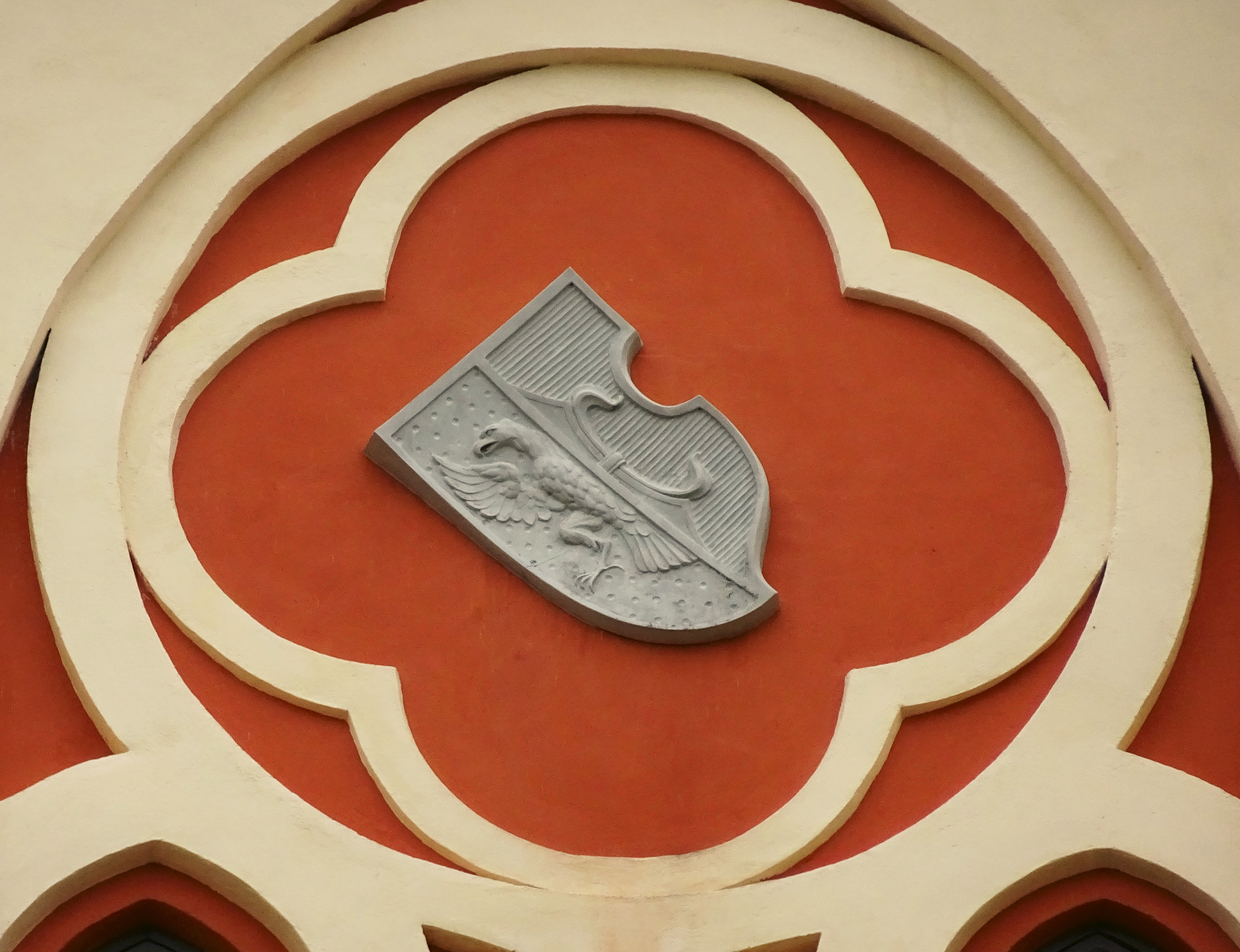
Nils Albrekt von Lantingshausen von Höpkens vapensköld på Bogesunds slott.

Det är oklart vem som faktiskt ägde slottet efter Brahe under åren 1739–1767. Efter 1767 var Fredrik von Rosen ägare i sju år. 1774 gick egendomen som en gåva av Axel von Fersen till sin systerson Albrekt von Lantinghausen (1751–1820), en nära vän till Gustav III. Under 1770-talet rustades slottet upp. Spår finns kvar av den renoveringen i form av tapeter, kakelugnar och olika snickeridetaljer. Taket lades om 1780. I början av 1800-talet fick slottet bland annat en ny huvudtrappa och ny entréport samtidigt tillkom balkonger och högre fönster på andra våningen. Takaltanen togs bort. Utseendet framgår på en målning från 1826.

### Totalrenovering på 1860–1870-talen
Efter att von Lantingshausen avlidit 1821 ärvdes slottet av hans dotter Johanna Carolina von Lantingshausen (1787–1859), gift med Nils von Höpken (1774–1829). Därefter ägdes godset av släkten "von Lantingshausen von Höpken".  När Nils Albrekt von Höpken övertog Bogesund var huvudbyggnaden i stort behov av renovering. Under åren 1863–1867 lät den dåvarande ägaren, friherre Nils Albrekt von Lantingshausen von Höpken (1811–1868) (son till Nils von Höpken), totalrenovera slottet. Han blev känd som byggherre för den stora ombyggnaden av Bogesunds slott under dessa år. Arkitekt Fredrik Wilhelm Scholander fick i uppdrag att rita en genomgripande ombyggnad. Ritningarna kom att signeras 1863 av hans unga medhjälpare Thor Medelplan. Denne hann dock avlida endast 31 år gammal, innan bygget startade. Så blev det Scholander som ledde ombyggnaden med vissa ändringar av Medelplans ritningar. Då fick slottet sitt nuvarande utseende som en riddarborg med dess karaktäristiska krenelerade torn i sju våningar. Det blev ett riddarslott med torn, dekorationer och gotiska fönster. Hela konceptet var ett uttryck för dåtidens romantiska stil och lär vara inspirerat av Walter Scotts riddarromaner. Nils Albrekt von Lantinghausen von Höpken sammanslog Bogesund juridiskt med närbelägna Frösvik till fideikommiss 1863.
Tornen byggdes samman på norra och södra sidan i två våningar och huset försågs med trappgavlar. Fasaden smyckades med Brahes, Hamiltons, von Rosens, von Lantingshausens samt von Höpkens vapensköldar. I slottet tillkom bland annat en matsal i gotisk stil och en inglasad vinterträdgård (även kallad Glasveranda). Trädgården omgestaltades i en engelsk park med träd hemförda från olika delar av världen. Öster om parken fanns en trädgård med fruktodlingar, växthus och ett lusthus. Hela konceptet var ett uttryck för dåtidens romantiska stil och lär vara inspirerad av Walter Scotts riddarromaner.
Nils Albrekt von Lantinghausen von Höpken sammanslog Bogesund juridiskt med närbelägna Frösvik till fideikommiss 1863. Efter Nils Albrekt von Lantinghausen von Höpkens död i juni 1868 genom självmord ärvdes egendomen av sonen Nils Albrekt Stefan von Lantingshausen von Höpken (1846–1906). Egendomen fick under sonsonen, Nils von Lantinghausen von Höpken (1876–1952), dåligt rykte på grund av vanvård och exproprierades slutligen 1946 av staten. 

### Bogesunds slottskapell
Under Nils Albrekt von Lantinghausen von Höpkens tid uppfördes även Bogesunds slottskapell, som en påbyggnad på nordöstra tornets sida mot parken. Kapellet liksom ombyggnaden av slottet ritades av arkitekt Thor Medelplan och invigdes 1866. Kapellet gestaltades i nygotiskt stil och under kapellet anordnades ett gravvalv, där kvarlevorna av släkten von Lantingshausen von Höpken förvarades i enkla kistor ända fram till 1967. Bland slottets tidigare ägare märks Nils Albrekt von Lantingshausen von Höpkens son, Nils Albrekt Stefan von Lantingshausen von Höpken (född 1846), som jordfästes i slottskapell den 8 december 1906. 
Över porten till gravvalvet finns en inskription som lyder: Bort dör din Hjord – Bort dö dina Fränder – Och sjelf dör du äfven – Men Ryktet aldrig – Skall dö för den – Som ett godt förvärfvat. I interiören märks bland annat medeltida träskulpturer och en takkrona som är deponerad av Nordiska museet. I kapellet ryms omkring 50 personer.

### Parkvillan
På 1890-talet, på Nils Albrekt Stefan von Lantingshausen von Höpkens tid, byggdes trädgårdsmästarbostaden, ”Parkvillan”, och placerades i slutet av den östra huvudaxeln. Exteriören är gestaltad i schweizerstil. Planen är oregelbunden och har en hög grundmur av granit. Bottenvåningen är spritputsad med valv och knutar markerade med rött tegel. Övervåningen är panelklädd med lövsågade utsmyckningar i gavelröstena. De höga skorstenarna är murade av gult och rött tegel och har en slank profil med utkragat krön. Invändigt finns på bottenvåningen bevarade snickerier och dekorationsmålningar. Den siste trädgårdsmästaren bodde här en bit in i 1920-talet. Parkvillan finns fortfarande kvar och nyttjas idag som café. Byggnaden är lagskyddat  byggnadsminne sedan 1980.

## Förfall

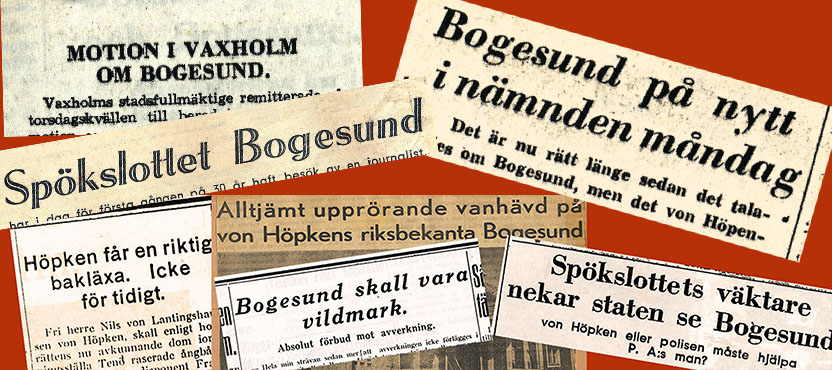
Tidningsrubriker om vanvården på Bogesund.

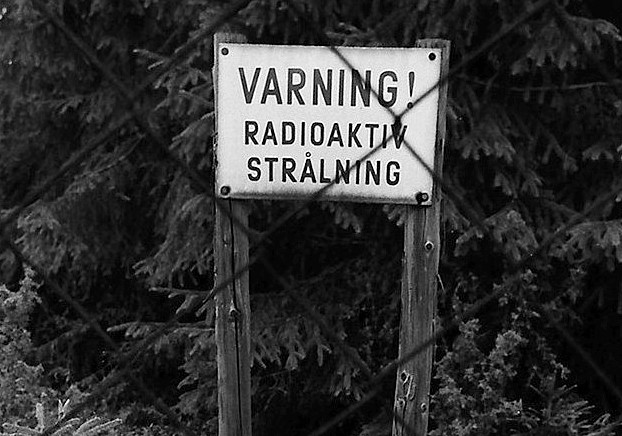
"Varning! Radioaktiv strålning".

### Staten tar över med Lex Bogesund
Sedan 1906 var Bogesunds ägare löjtnanten friherre Nils von Lantinghausen von Höpken, som valde att permanent bo i sin stora våning på Östermalm, adress Strandvägen 1. Bogesund beboddes endast under sommarhalvåret. Byggnaden var (och är fortfarande) omodern, saknade vatten och avlopp samt elektricitet. Uppvärmningen skedde genom eldning i kakelugnar och öppna spisar. Friherren besökte sitt slott allt mera sällan för att 1916 låsa huset för gott. Han ansåg sig inte ha råd med underhållet eller några moderniseringar. Den löpande förvaltningen sköttes i stället av anställda. Själva slottet med allt lösöre hade han av skatteskäl lämnat åt dess öde. Snart försvann värdefull inredning genom stölder.
På 1920-talet började tidningarna skriva om vanskötsel och missnöjda arrendatorer på Bogesund. Förhållandena på Bogesund skapade stora tidningsrubriker vilket starkt bidrog till utveckling av "Skandalen Bogesund". Slottet blev en symbol för vanhävden och skildrades i mängder av artiklar och reportage som talade om "Spökslottet" och "upprörande vanhävd på von Höpkens riksbekanta Bogesund".
I slutet av 1930-talet försökte Stockholms stad köpa Bogesund och kom så långt som till en muntlig uppgörelse med friherren, men köpet fullföljdes aldrig. Fram till 1944 hade de talrika klagomålen föranlett staten att närmare granskade fallet. En ny lag stiftades om "tvångsinlösen av vanhävdad jordbruksegendom", kallad "Lex Bogesund" som användes bara en enda gång. 
Staten exproprierade 1946 slottet och Nils von Lantingshausen von Höpken fick 11,6 miljoner kronor för egendomen som omfattade 3 364 hektar jord och skog med tillhörande slott, arrendegårdar och torp. Den 22 april 1949 blev slottet förklarat som byggnadsminne. Den 11 september 1980 förnyades lagskyddet som samtidigt gällde även för parkvillan.
Efter expropriationen har godset, dock inte själva slottet, använts av kriminalvården där de intagna fick arbeta i skogsbruket som billig arbetskraft för Domänverket. Slottsbyggnaden överläts på Byggnadsstyrelsen som hade tidvis ett möbellager här. I någon av byggnaderna fanns ett vårdhem för alkoholister. Den till slottet hörande marken användes även för skogsforskning och undervisning av Sveriges lantbruksuniversitet (SLU). Man experimenterade med bekämpnings- och impregneringsmedel och ett område inhägnades även för experiment med radioaktiv strålning som skyltar varnade för. Förutom rent skogliga försök har man även bedrivit viltforskning på främst rådjur inom ramen för det så kallade Bogesundsförsöket. Målet var bland annat att se hur stor rådjursstam som marken förmådde bära.

### Slottets interiör i slutet av 1940-talet

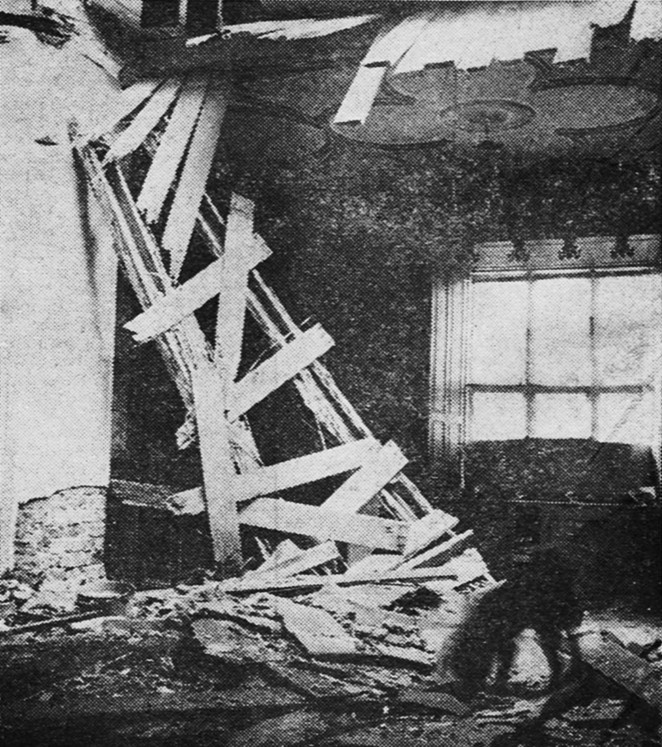
Matsalen
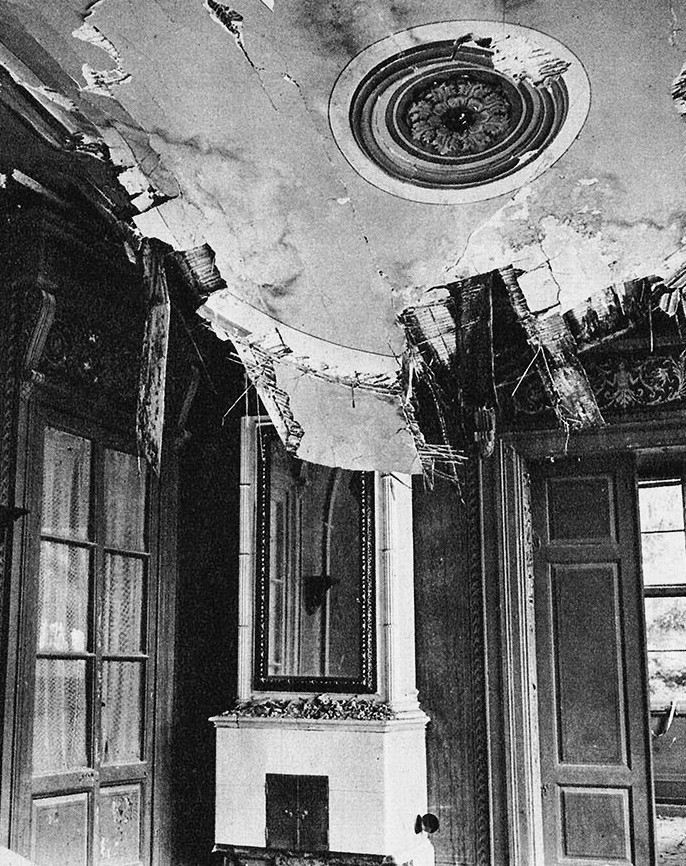
Vinterträdgården
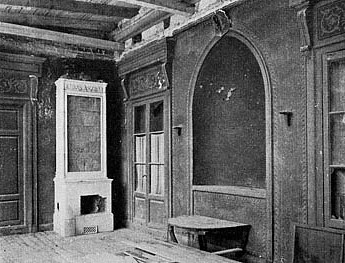
Vinterträdgården
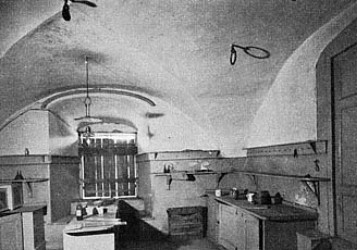
Köket
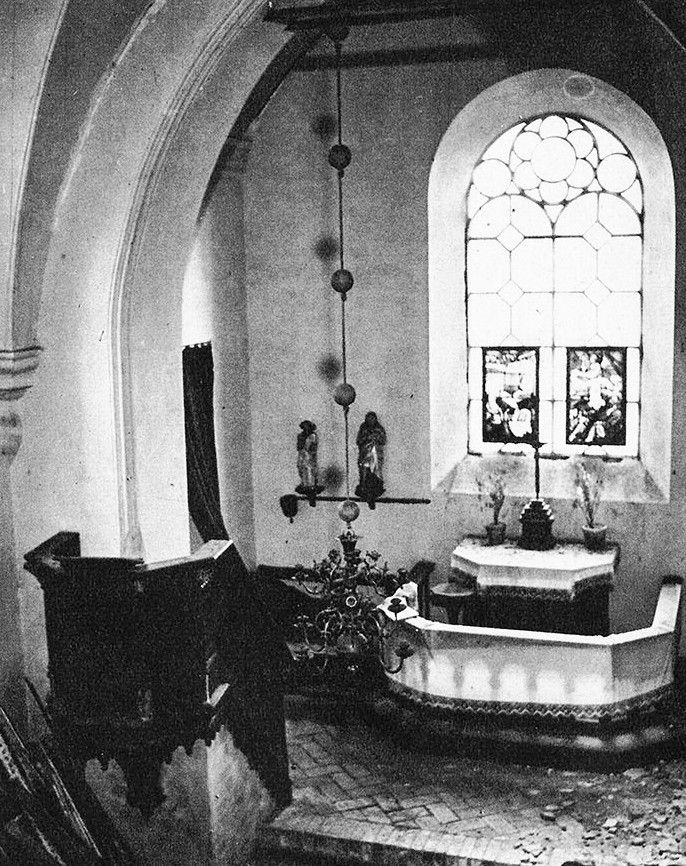
Slottskapellet
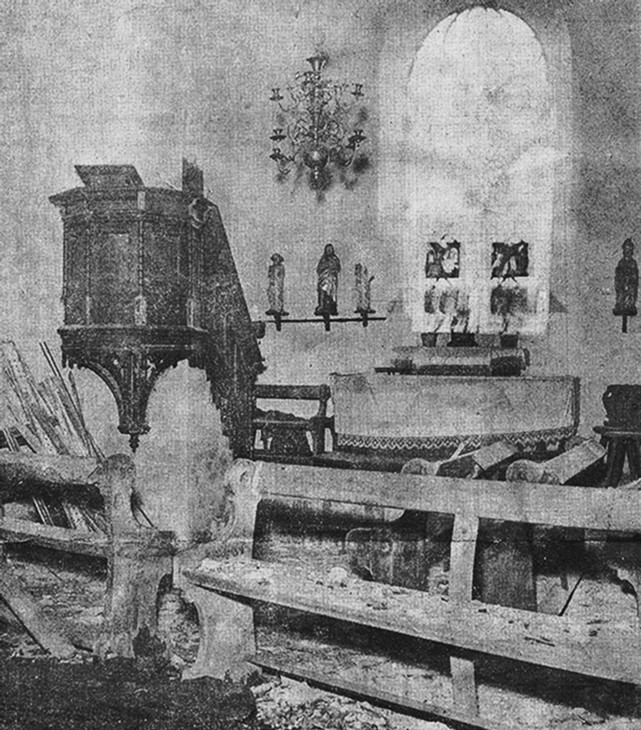
Slottskapellet

## Upprustning

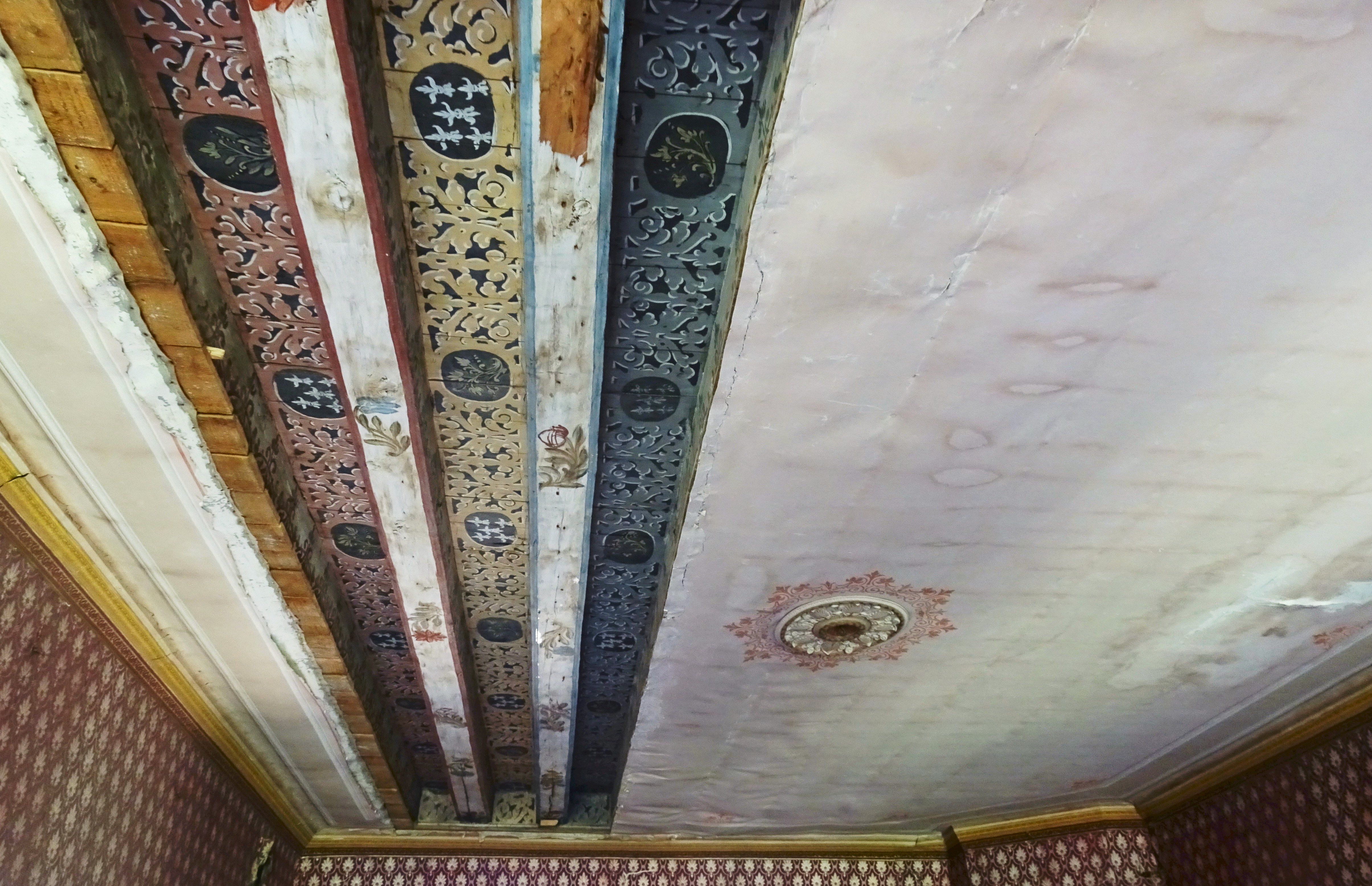
Målade takbjälkar bakom bräd- och papptak, upptäckta i augusti 2017.

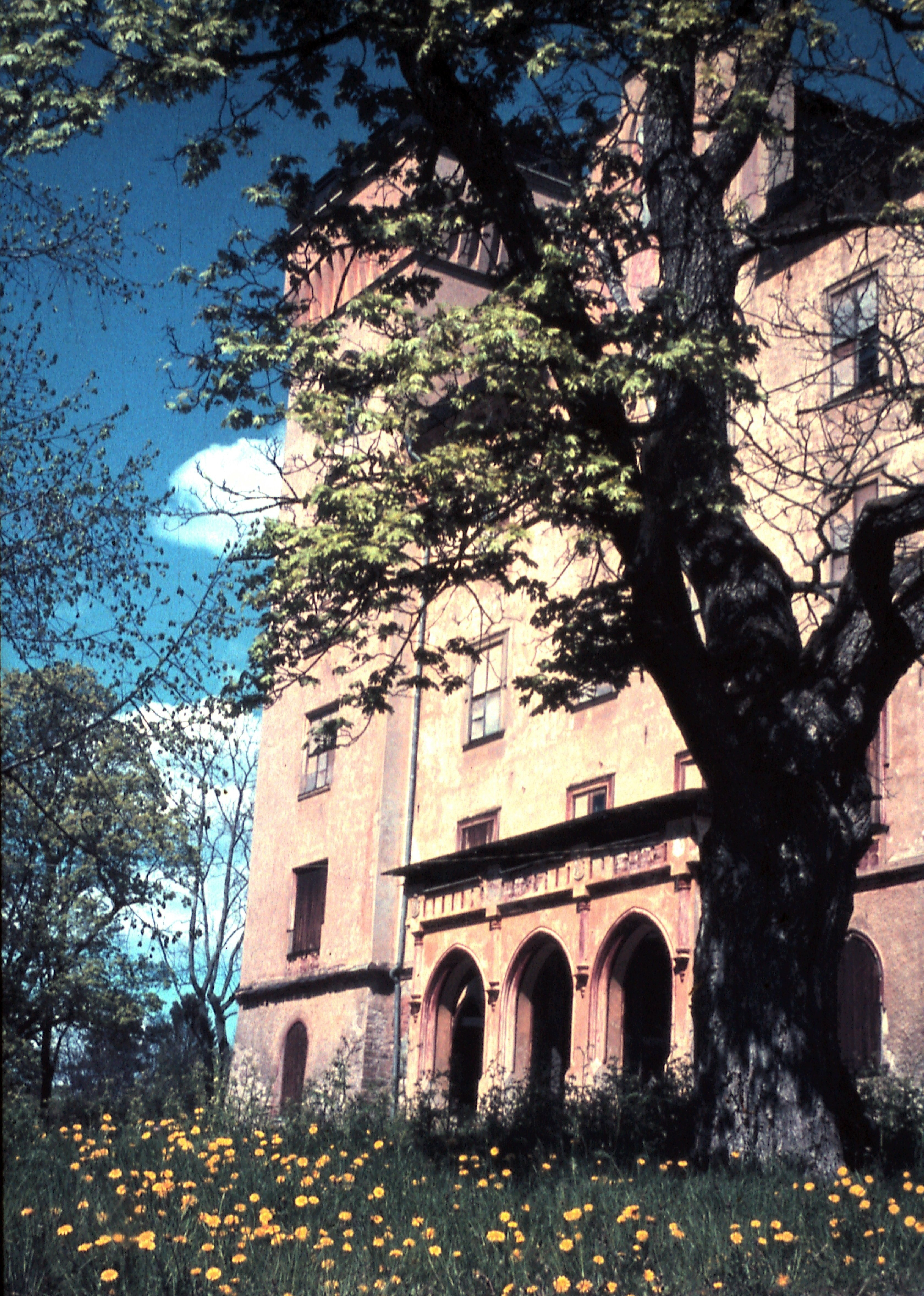
En del av exteriören i maj 1962

Förfallet av slottet fortsatte och angrepp av hussvamp konstaterades. Putsen ramlade ner, tapeten hängde från väggarna och fönstren var förspikade med skivor. Mellan åren 1969 och 1972 genomfördes en fasadrenovering med hel omputsning med cementbruk och nya fönster sattes in. Parken åtgärdades 1973. 
Statens fastighetsverk övertog 1993 förvaltningen av fastigheten och 1996 påbörjades ett omfattande restaurerings- och konserveringsarbete under ledning av Fastighetsverkets Marie Edman Franzén och arkitektfirman ARKSAM genom arkitekterna Torbjörn Almqvist och Ola Andersson. Målet var att  säkra byggnadens tekniska fortbestånd och att kunna öppna några rum i slottet för allmänheten samt ge dem möjligheten att uppleva byggnadens 1600-, 1700- och 1800-tal.
En byggnadsarkeologisk undersökning utfördes 2010–2011 av Stockholms läns museum i samband med renoveringen av Bogesunds slott. Restaureringsarbetet ägde rum i två etapper. Huvudsyftet var att studera och dokumentera slottets murverk och belysa anläggningens byggnadsutveckling. Vid undersökningen framkom bland annat att sydvästfasadens huvudbyggnad domineras av murverk från slottets äldsta period, alltså från 1640-talet och att huvudbyggnaden från ursprungstiden är välbevarad avseende murverk och fönstersättning.

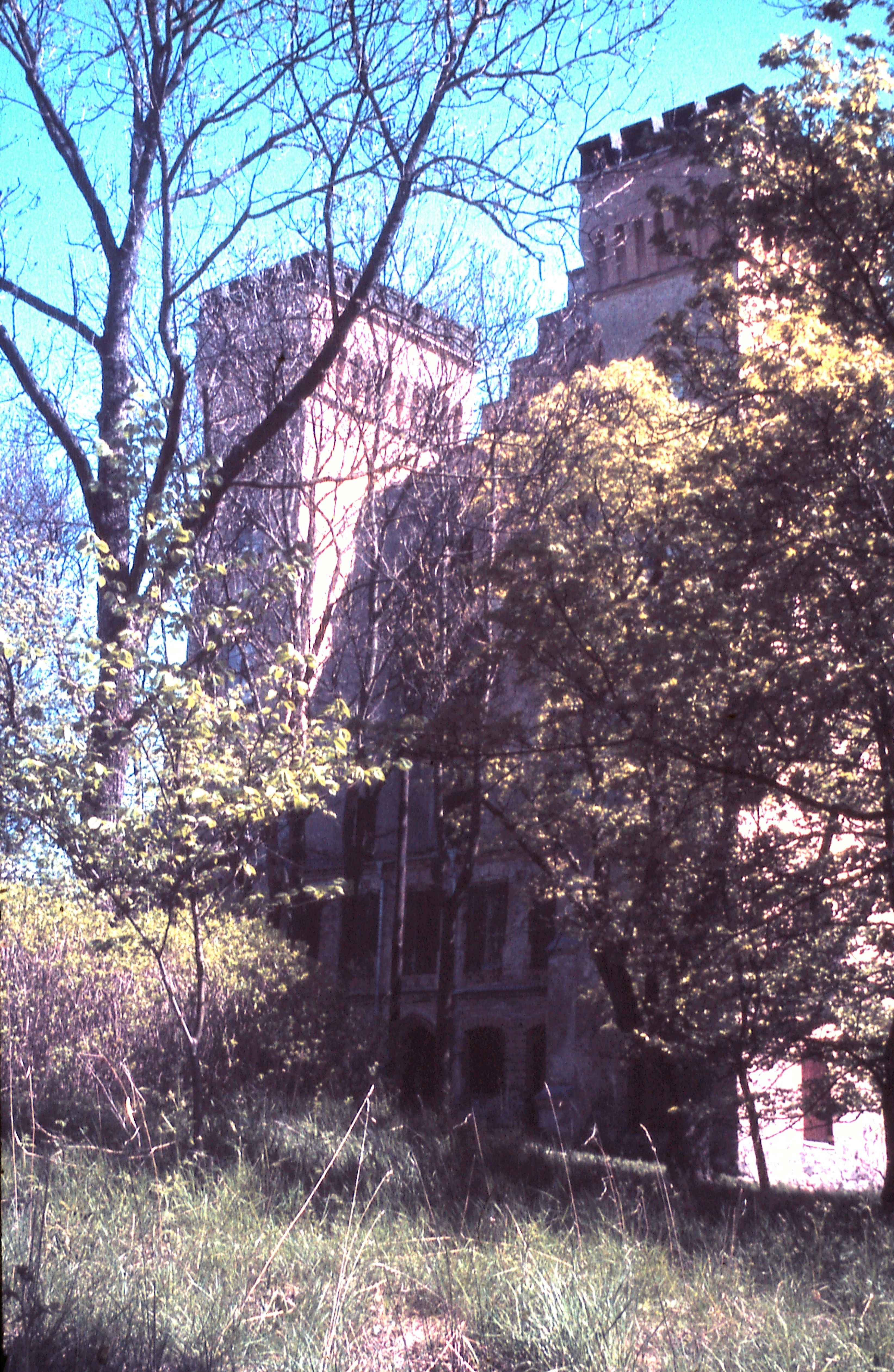
En del av exteriören i maj 1962

Slottets fasader renoverades igen mellan 2010 och 2012, bland annat togs putsen från 1970 ner som hade för stor inblandning av cement. Den nya fasaden fick istället en kalkputs som kan andas och en färgsättning som återspeglar utseendet från 1800-talets mitt. Att återskapa 1800-talets exteriöra färgsättning var inte lätt. En ledtråd gav de fönsterbågar som hittades på vinden och som var målade i den ursprungliga mörkgröna kulören. Andra källor var gamla etsningar, fotografier och oljemålningar av slottet som visade att putsen hade avfärgats i ljusockra kulör med utsmyckningar i tegelrött.
Den 11 augusti 2012 var det dags för nyinvigning av slottet som utfördes av prinsessan Christina och hennes make generalkonsul Tord Magnuson.

## Verksamhet
Den interiöra renoveringen pågår fortlöpande, dock i mindre omfattning. Till sevärdheterna hör bland annat 1600-tals festsalen högst upp, den nyrestaurerade glasade vinterträdgården från 1800-talets andra hälft och talrika målade takbjälkar från tiden omkring 1650 som delvis låg dolda bakom målade papptak. Det finns även förhoppningarna om att delar av slottet på sikt skall kunna möbleras, helst med autentiska Bogesundsföremål. För att kunna ordna med visningar har toaletter för besökande installerats. Allmänna visningar sker vissa dagar under sommarhalvåret. Under sommaren hålls även gudstjänster och konserter i slottskapellet, som kan användas för barndop, bröllop eller begravningar. Kapellet bokas genom Vaxholms församling. Vinterträdgården har plats för 65 sittande gäster och kan hyras. Slottet han även hyras för film- eller TV-inspelningar. Realityserien med titeln "En natt på slottet" spelades in här 2015 och 2016. Programmet går ut på att svenska kändisar får tillbringa en natt på slottet tillsammans med mediet Lena Ranehag. 

## Bogesunds gårdsstenar

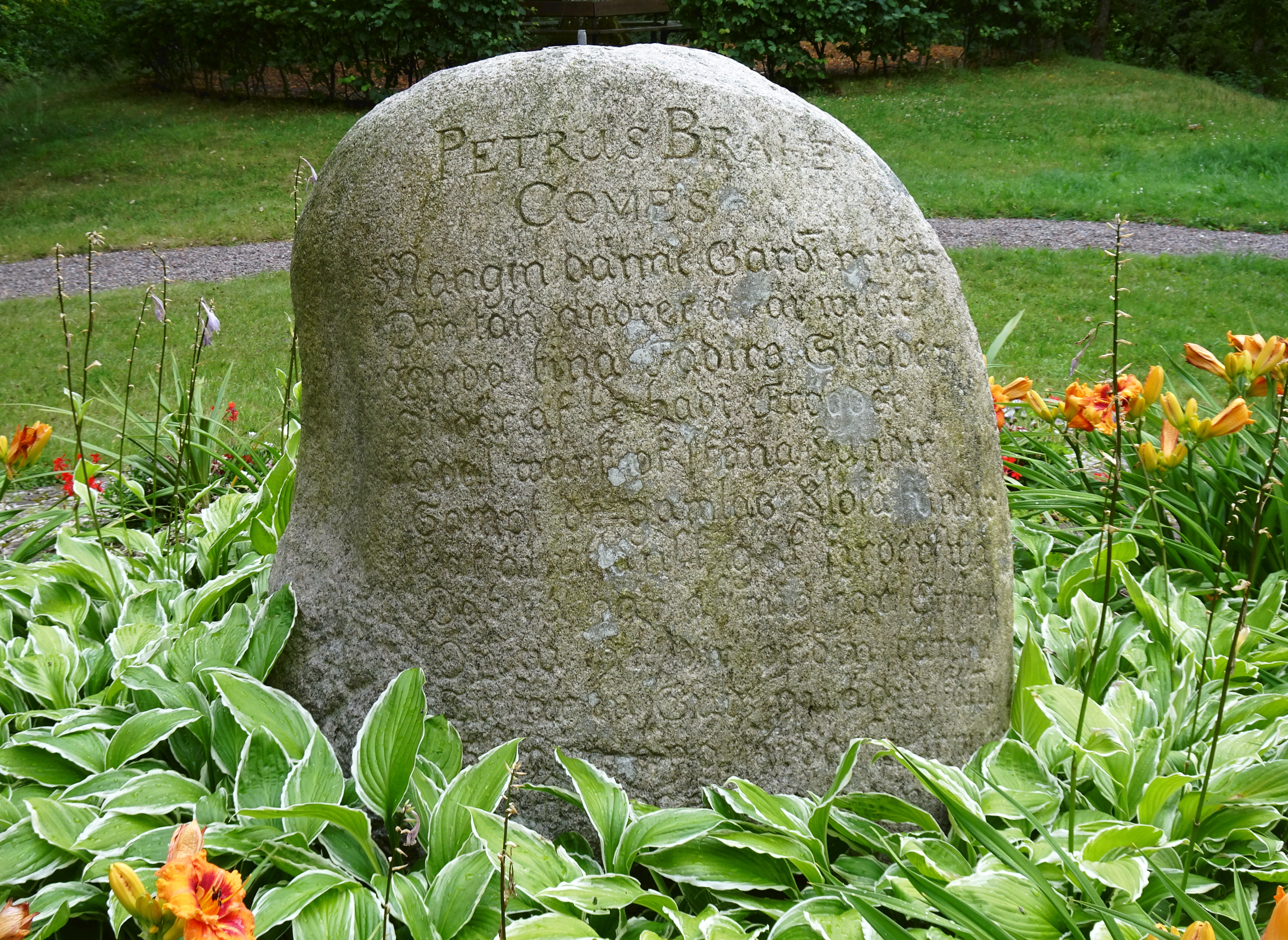
Bogesunds första gårdssten, 2017.

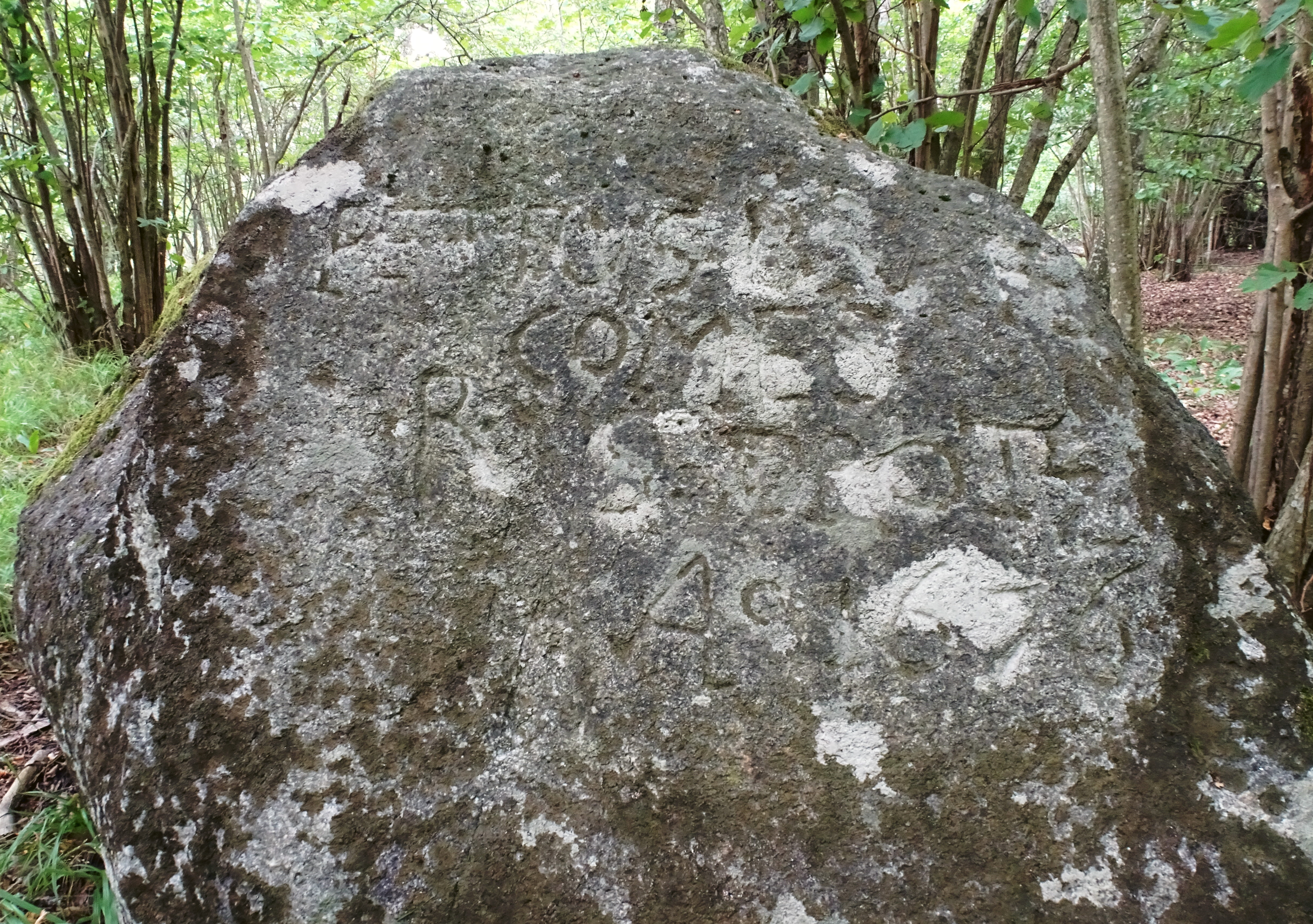
Bogesunds andra gårdssten, 2017.

I en plantering utanför slottets sydöstra gavel står Bogesunds Gårdssten från 1670. Stenen är av granit med storlek 1,3 × 0,9 × 0,5 meter och hittades "i en åker" 1813. Stenens inskription, skriven i frakturstil och troligen huggen av Johan Wendelstam hyllar Gården eller Gardin på rim. Med Gardin kan avses Bogesunds park eller slottet i sig.
Texten lyder:
| ” | PETRUS BRAHE COMES Mångin dänne Gårdin prisar. Dän tän ändre är äi wiser: Worda tina fäders slögder. Ok där af te hade frögder Odalvärk ock sköna Lundir Samt de gamla Kloke fundir Låt äj utländsk gäck fördärfva Thet tu här af mig fått ärfva Om tu håldir ordin denna Tå får tu Guds qvädin känna Skönan äng fördärfvar magir, Skalken härjar Gårdin fagir. | „ |

Cirka 600 meter sydost om slottet, på gränsen mellan skog och åker, finns ytterligare en gårdssten som hyllar Per Brahe. Texten är ristad i ett fast stenblock av  granit om cirka 1,3 × 0,9 × 0,5 meter och lyder:
| ” | PETRUS BRAHE COMES R S : DROTZ A° 1676 | „ |

## Nutida bilder

Exteriör
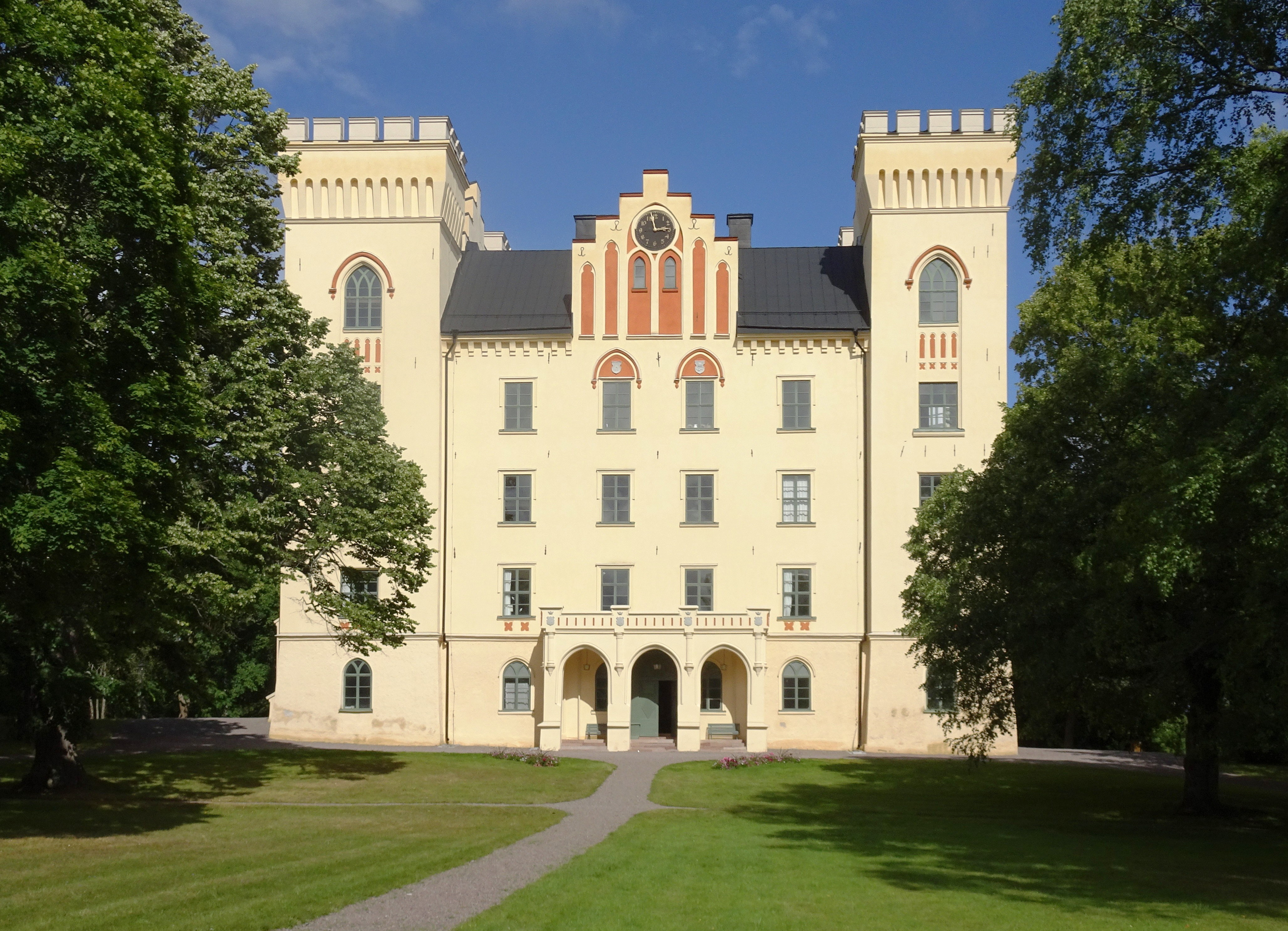
Slottet mot väster
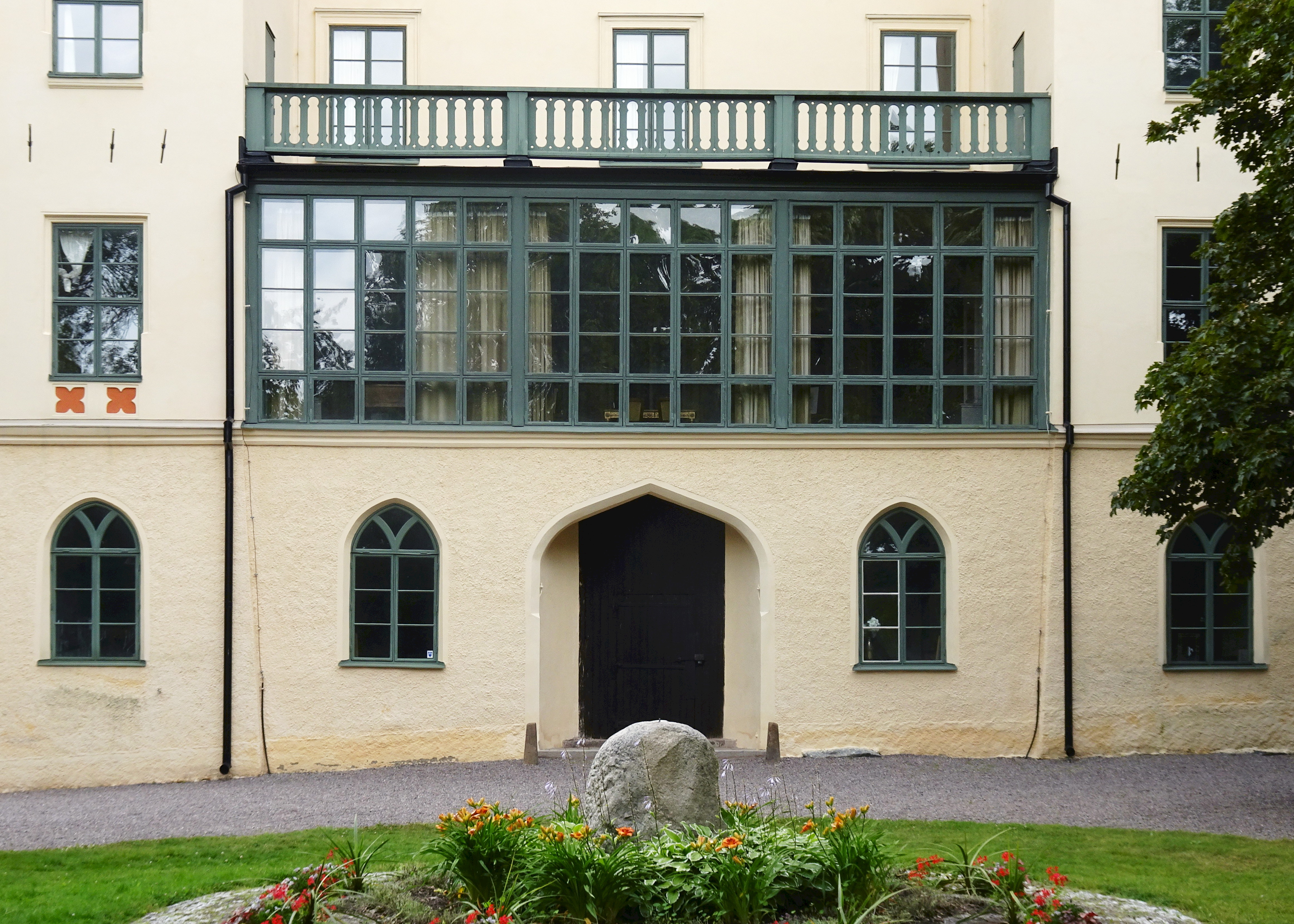
Vinterträdgården fasad, nedanför ligger Gårdsstenen
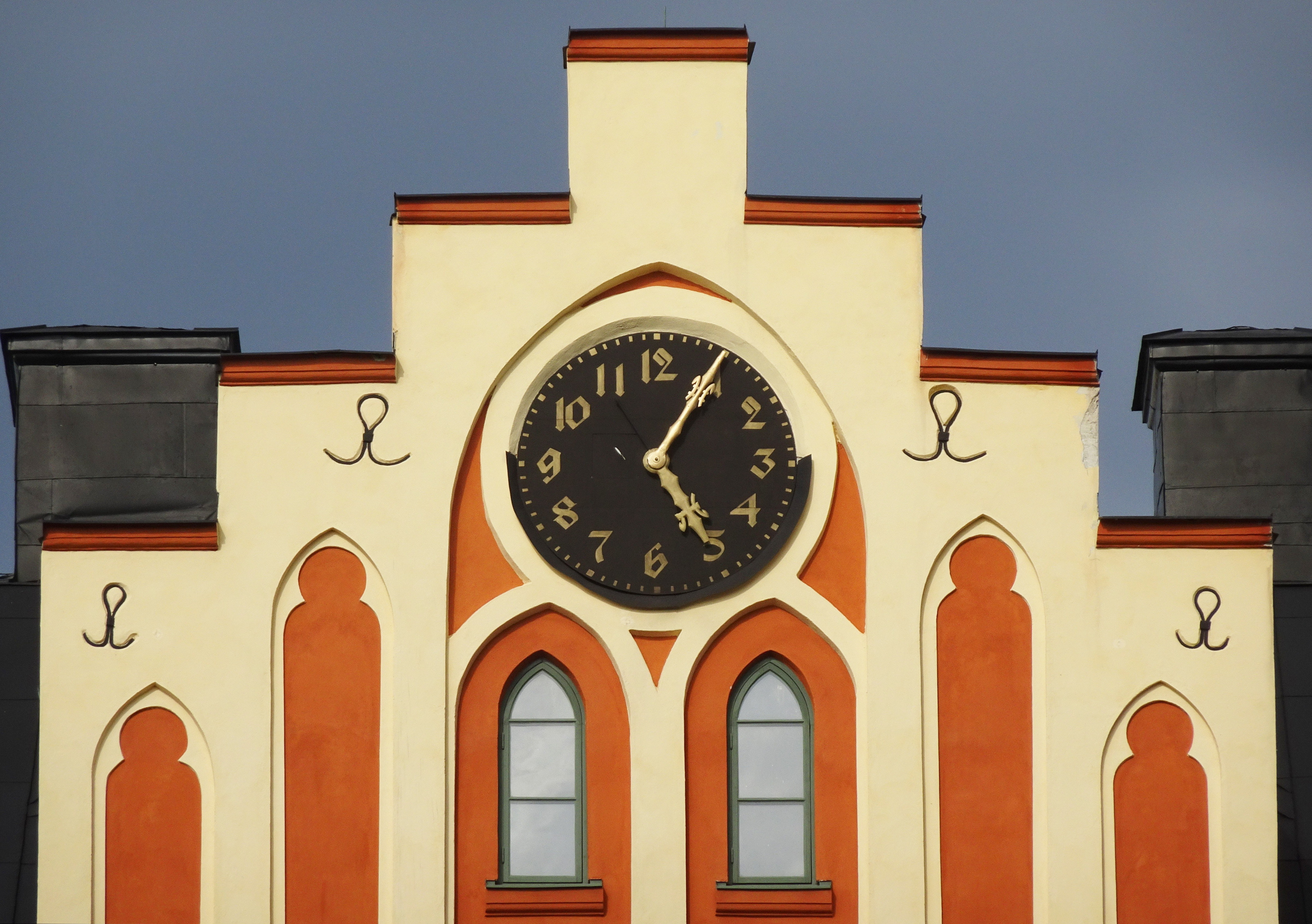
Tornuret
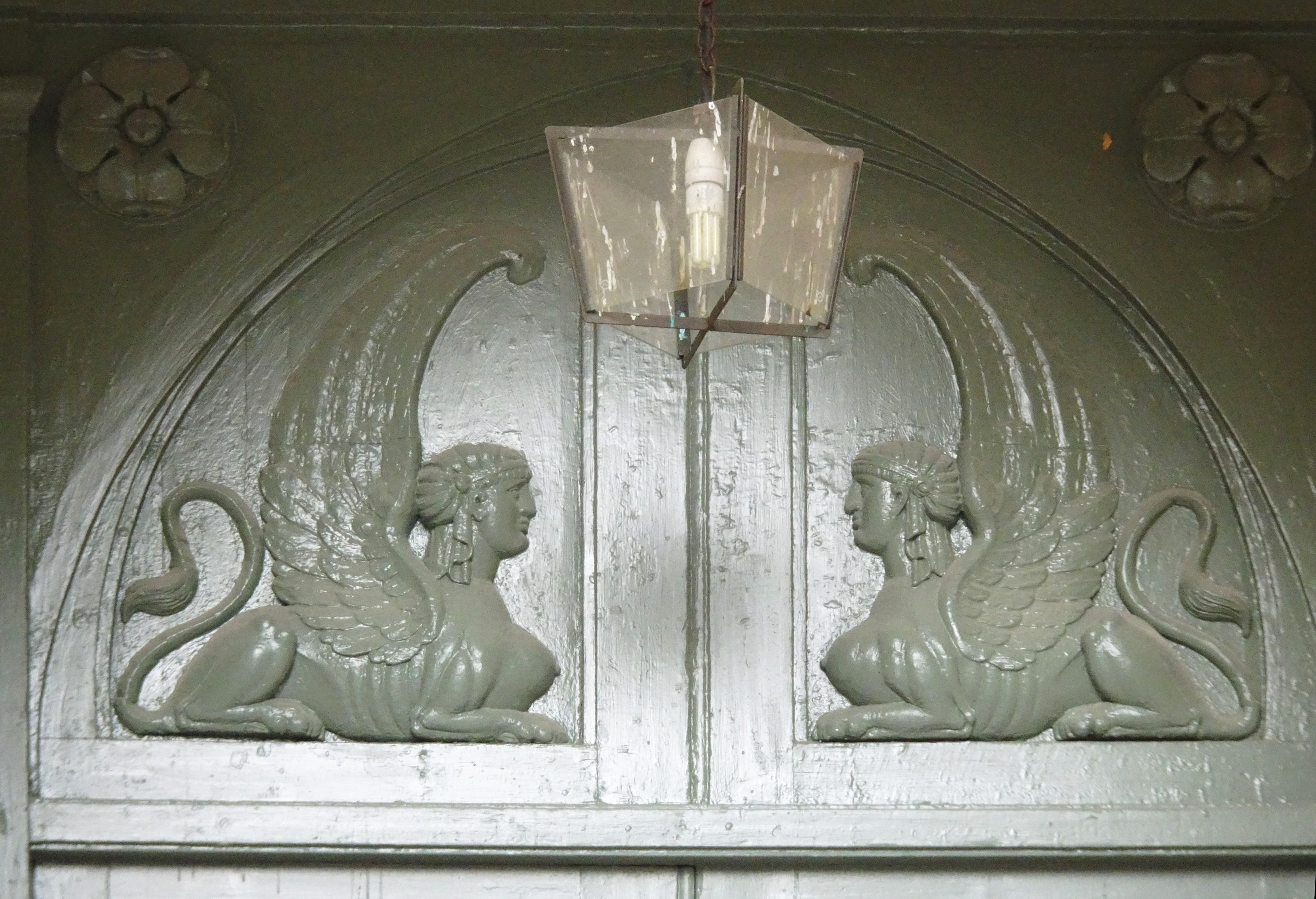
Huvudportal med egyptiserande motiv
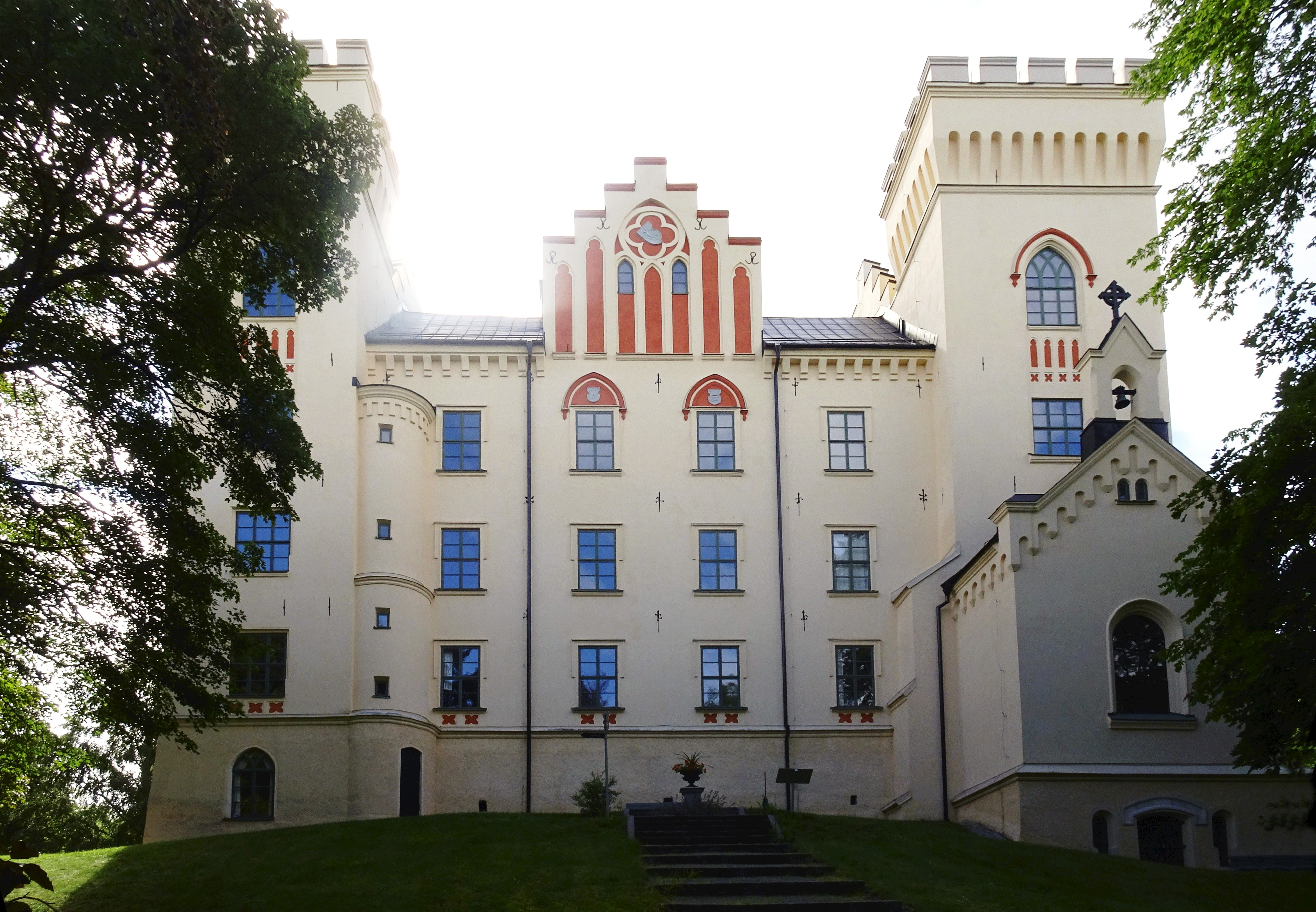
Slottet mot öster, slottskapellet syns till höger

Interiör
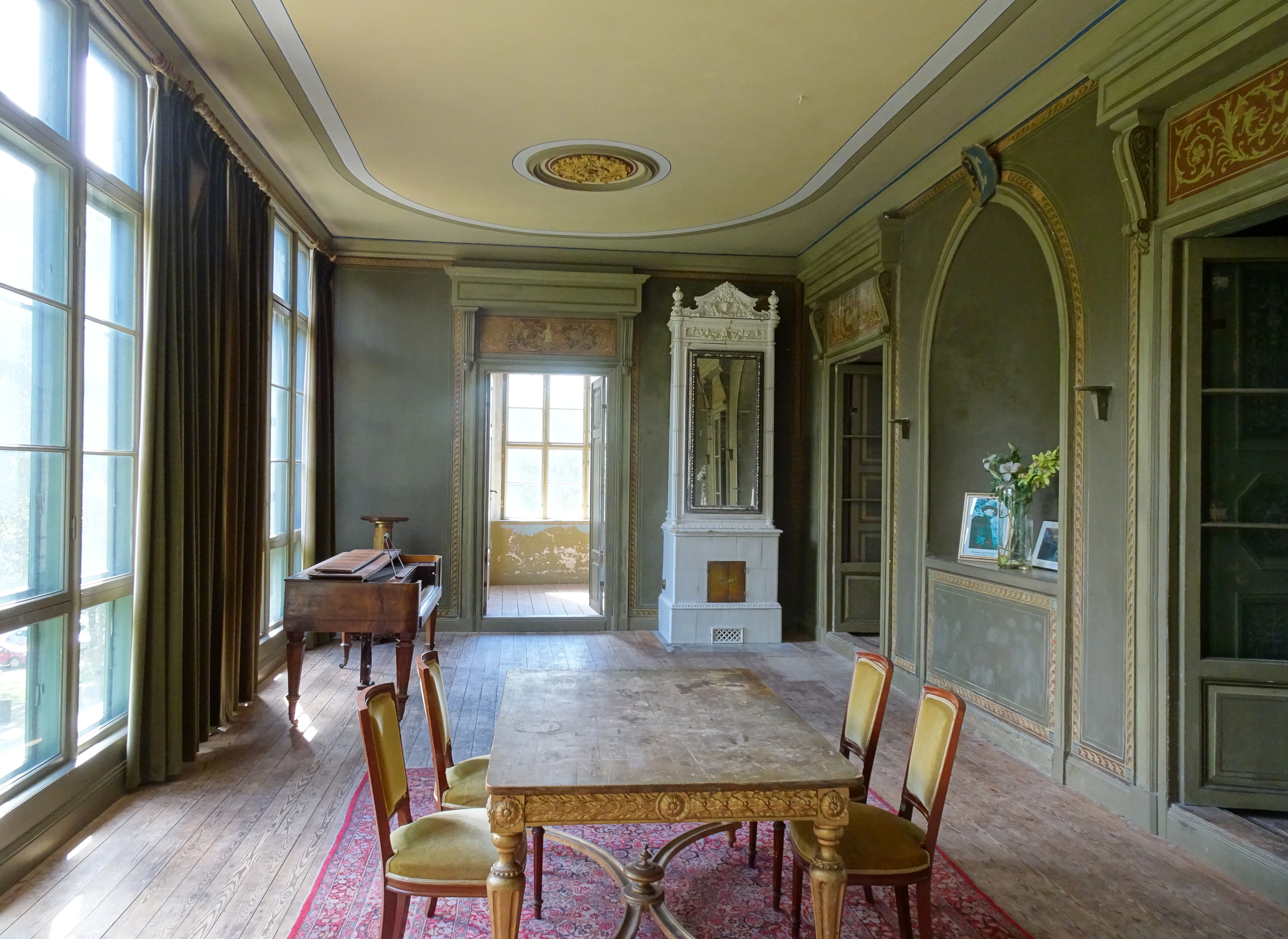
Den inglasade vinterträdgården från 1860-talet
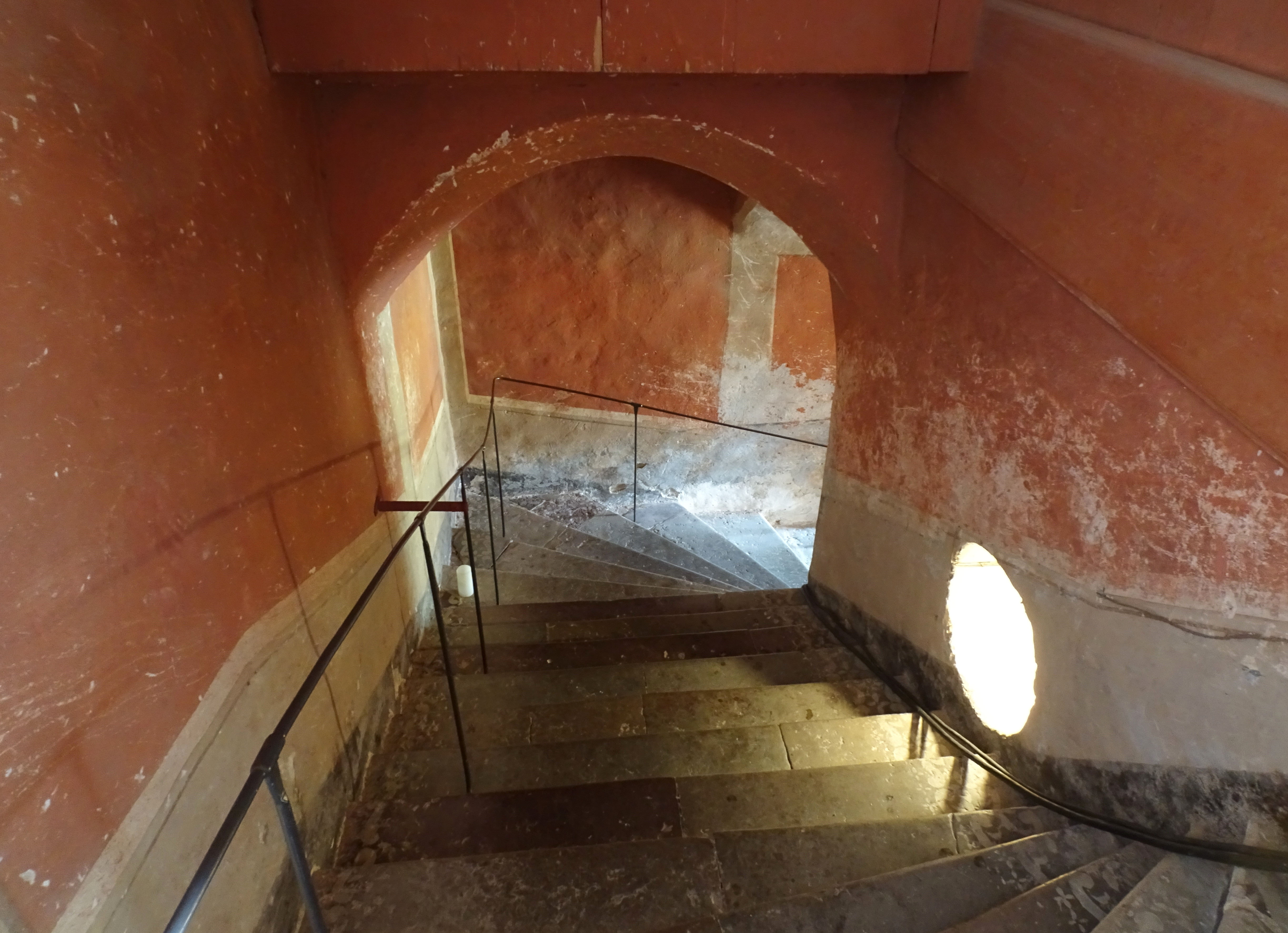
Huvudtrappa
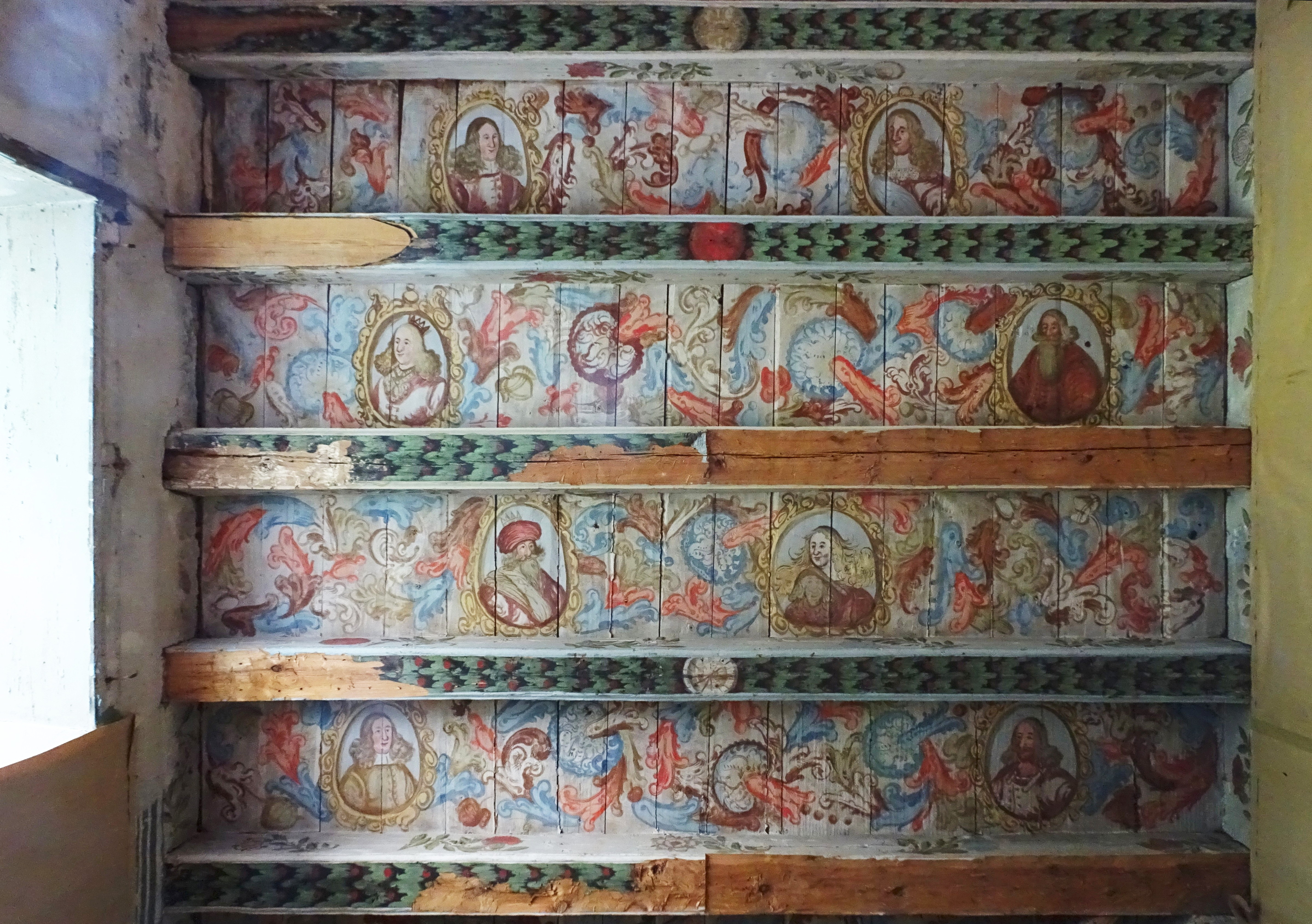
Målat 1600-tals takbjälklag
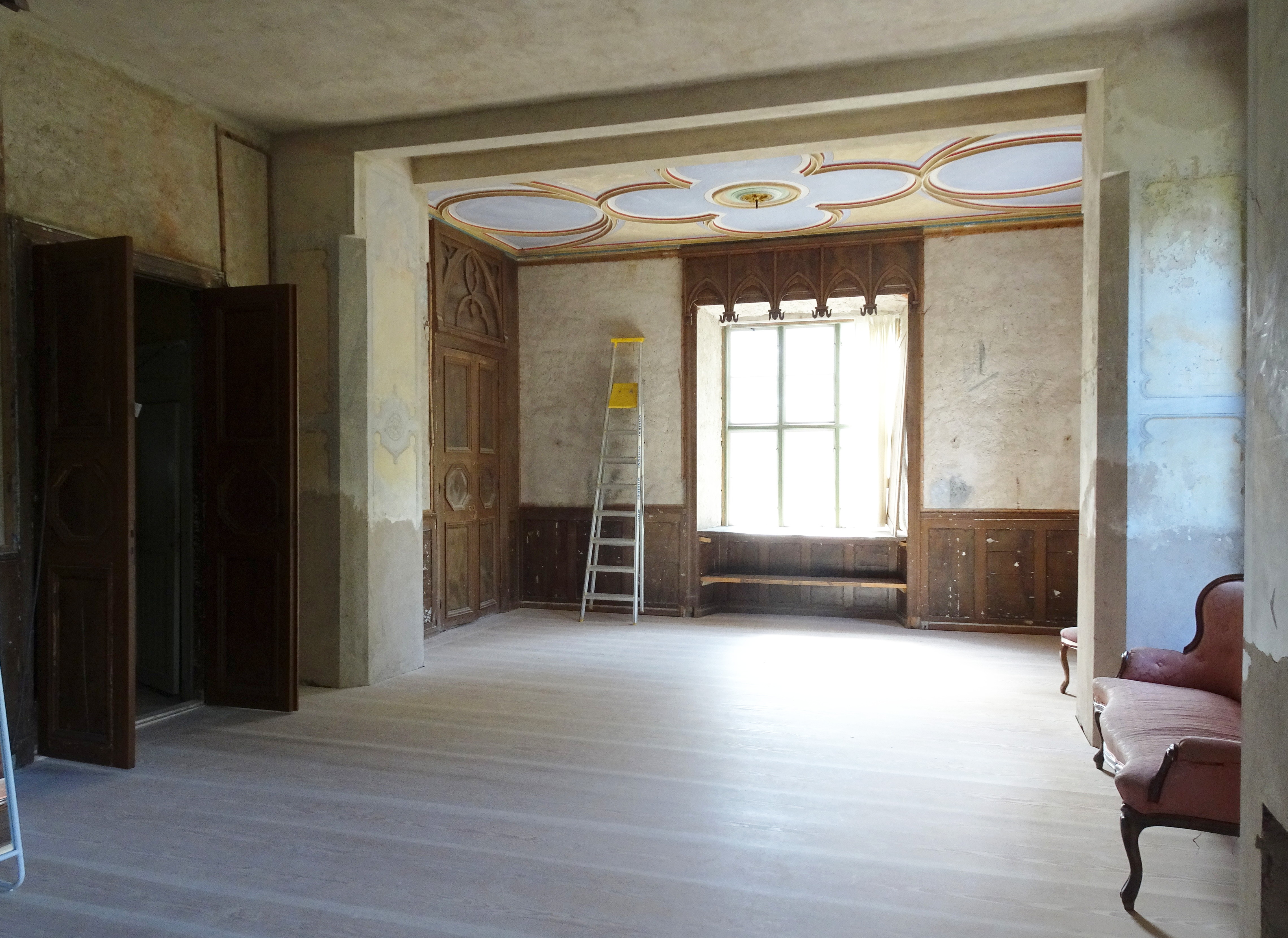
Matsalen från 1800-talet
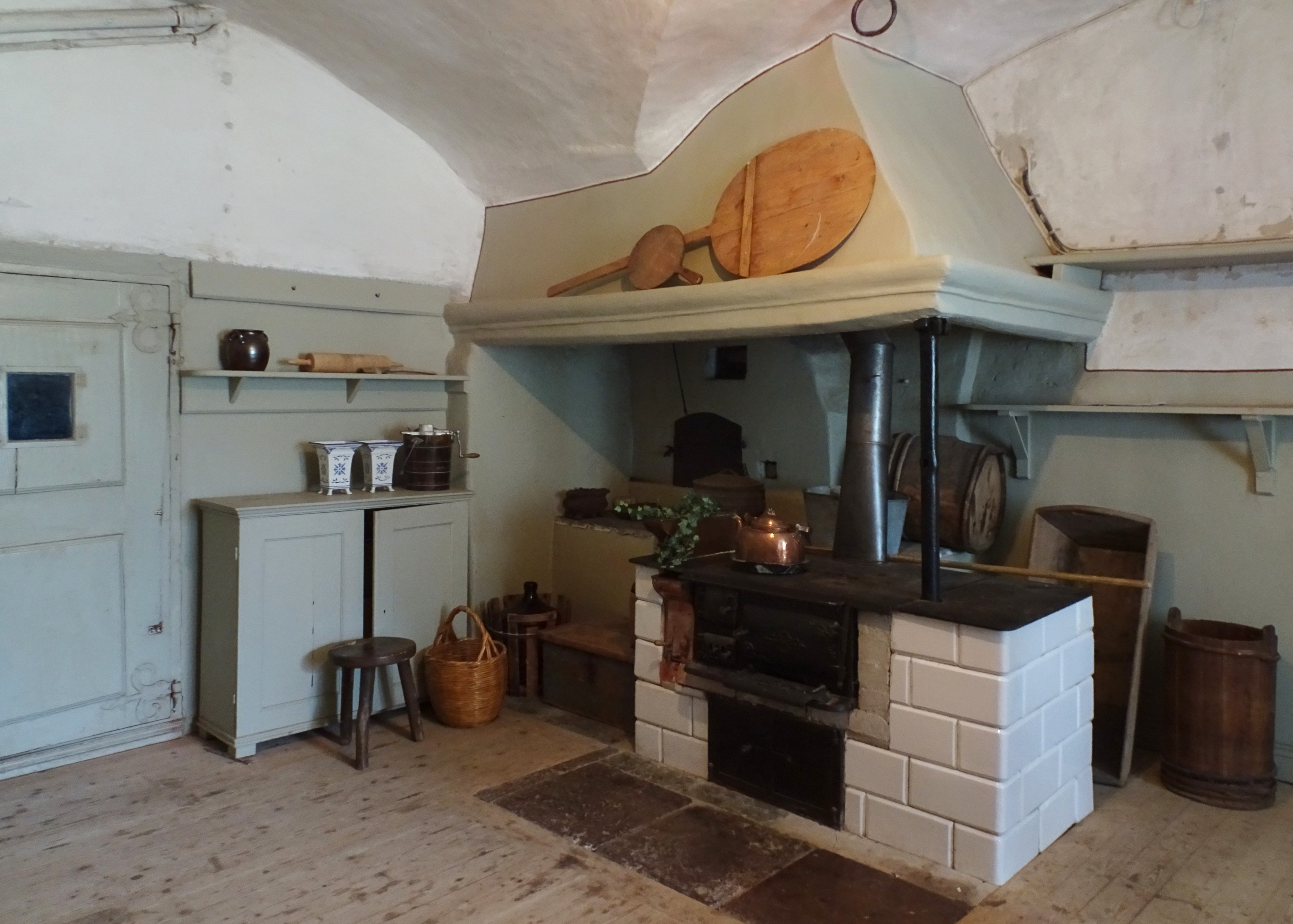
Köket

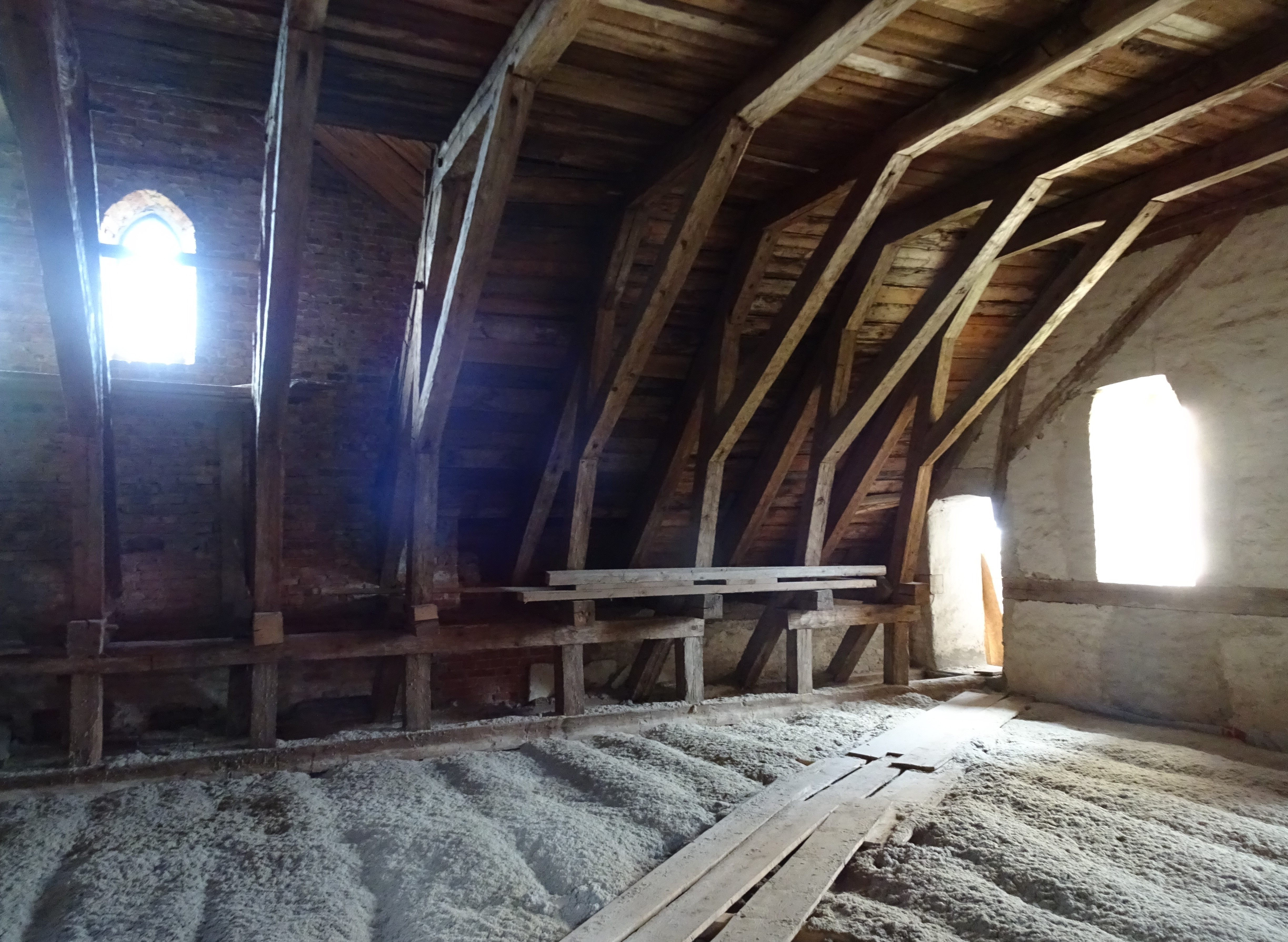
Vinden med nutida tilläggsisolering
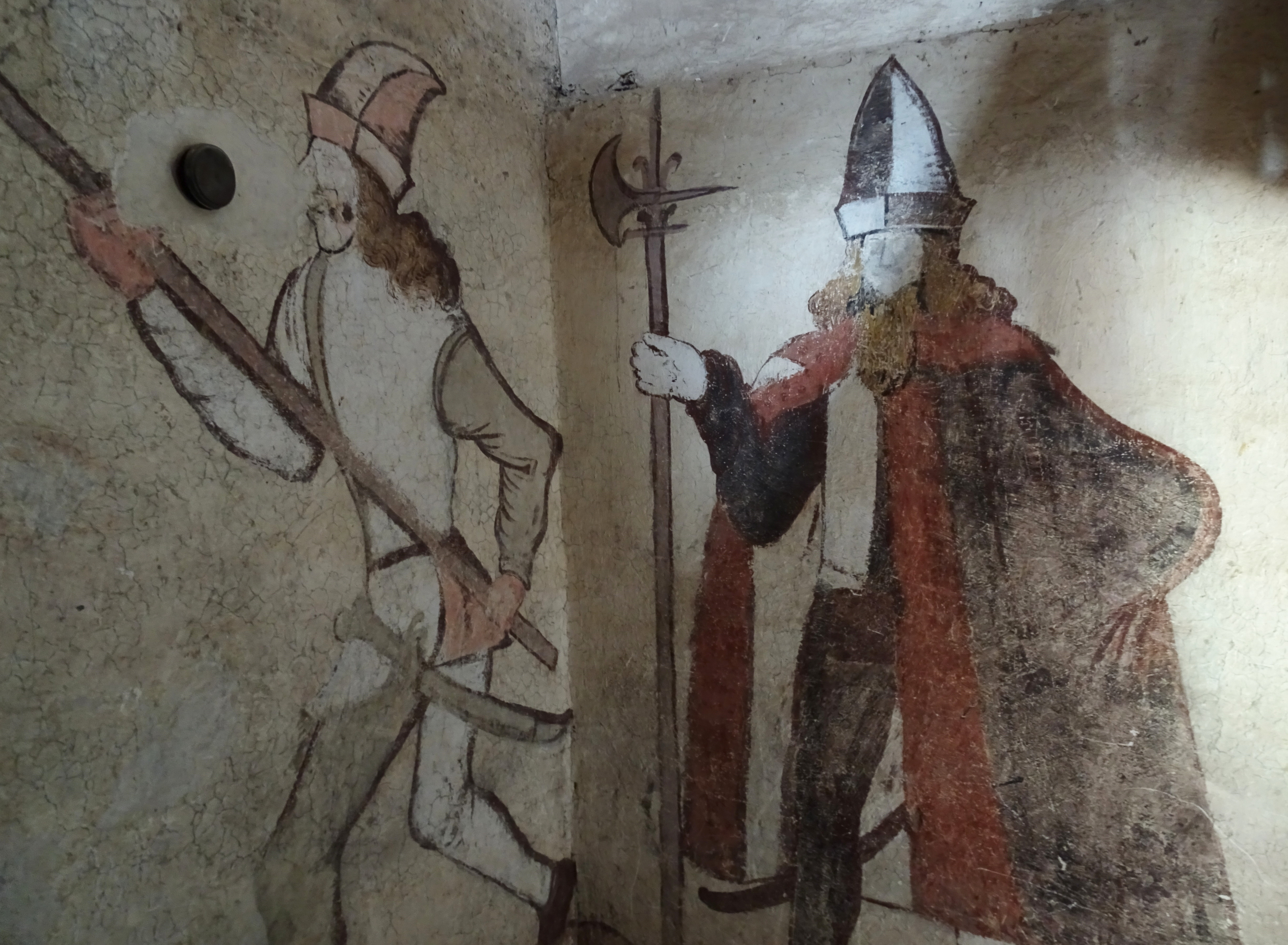
Vaktande knektar, väggmålningar från 1600-talet
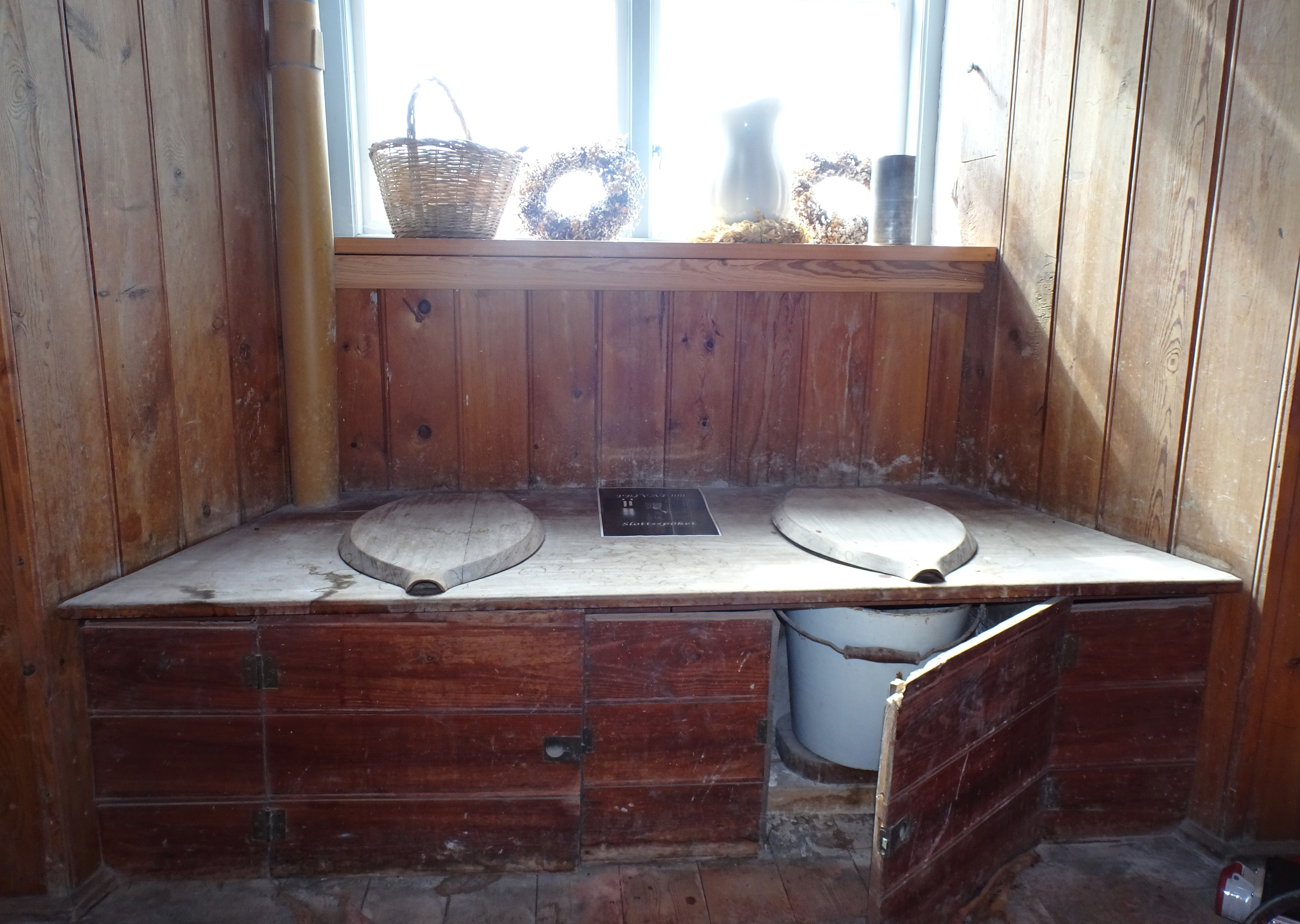
Avträde, "bekvämlighet" från 1800-talet
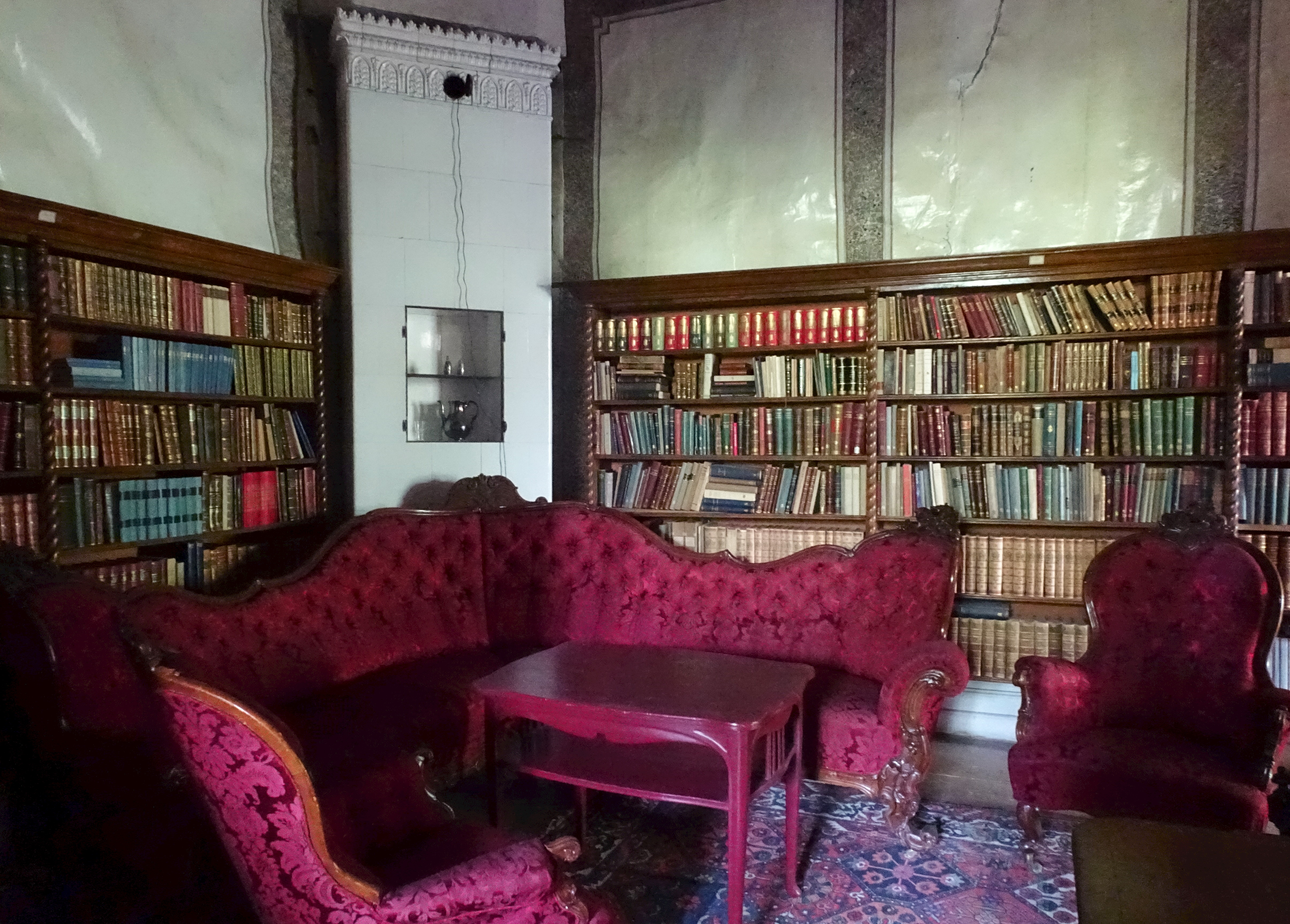
Rekonstruktion av biblioteket från 1800-talet
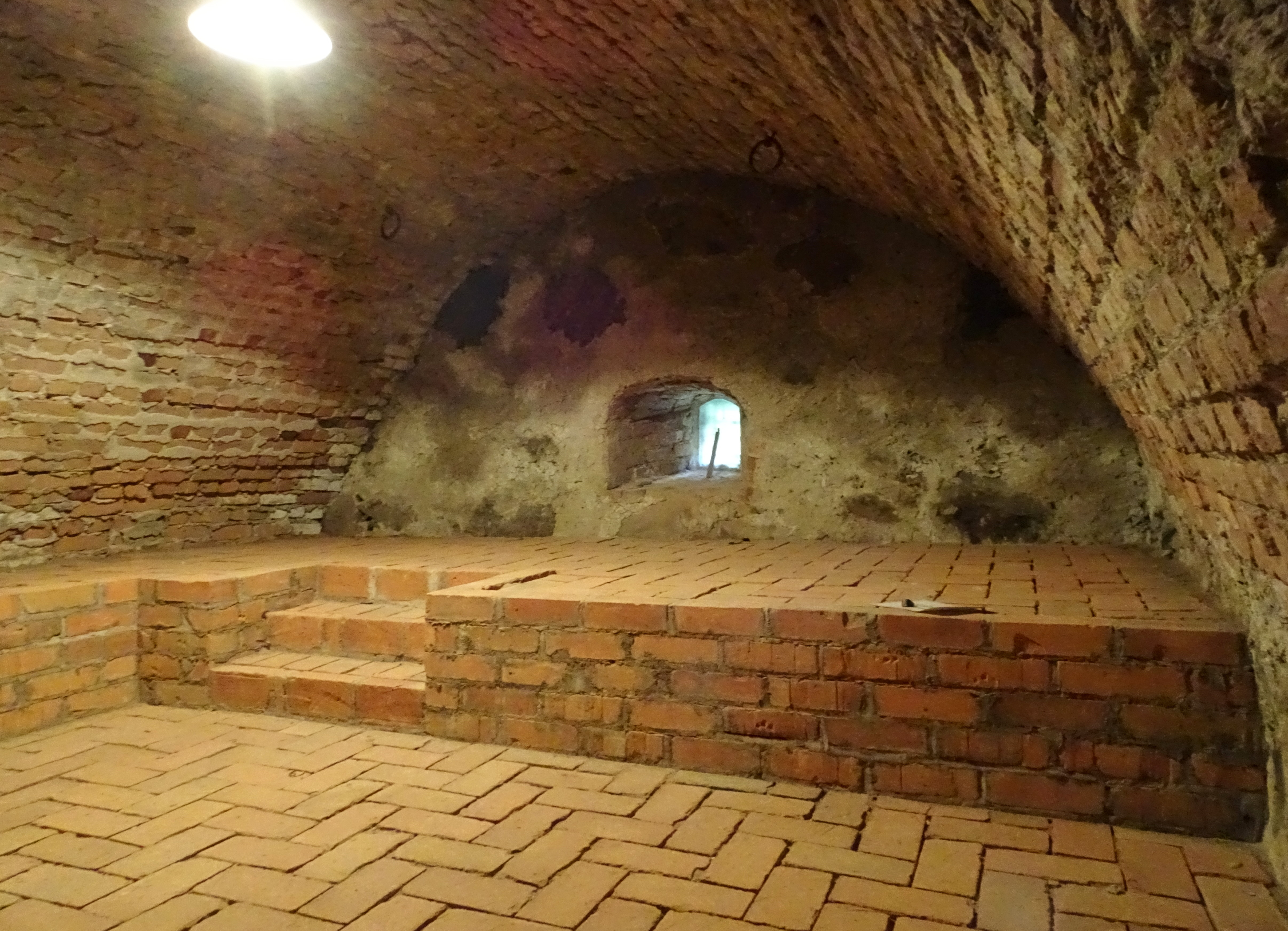
Källarvalv

## Slottets ägarlängd

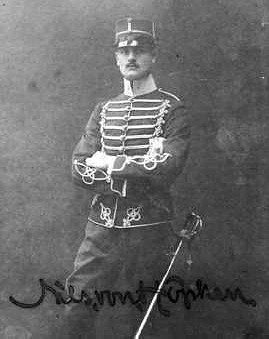
Nils von Höpken, slottets siste privata ägare.

- Per Brahe den yngre (1640-tal nybygge)
- Nils Brahe den yngre
- Abraham Brahe
- Christina Anna Brahe
- Carl Fredrik Hamilton af Hageby
- Fredrik von Rosen
- Albrekt von Lantinghausen
- Johanna Carolina von Lantinghausen
- Nils Albrekt von Lantingshausen von Höpken
- Nils Albrekt Stefan von Lantingshausen von Höpken
- Nils von Lantinghausen von Höpken
- Svenska staten (1946 genom expropriation)

## Referenser

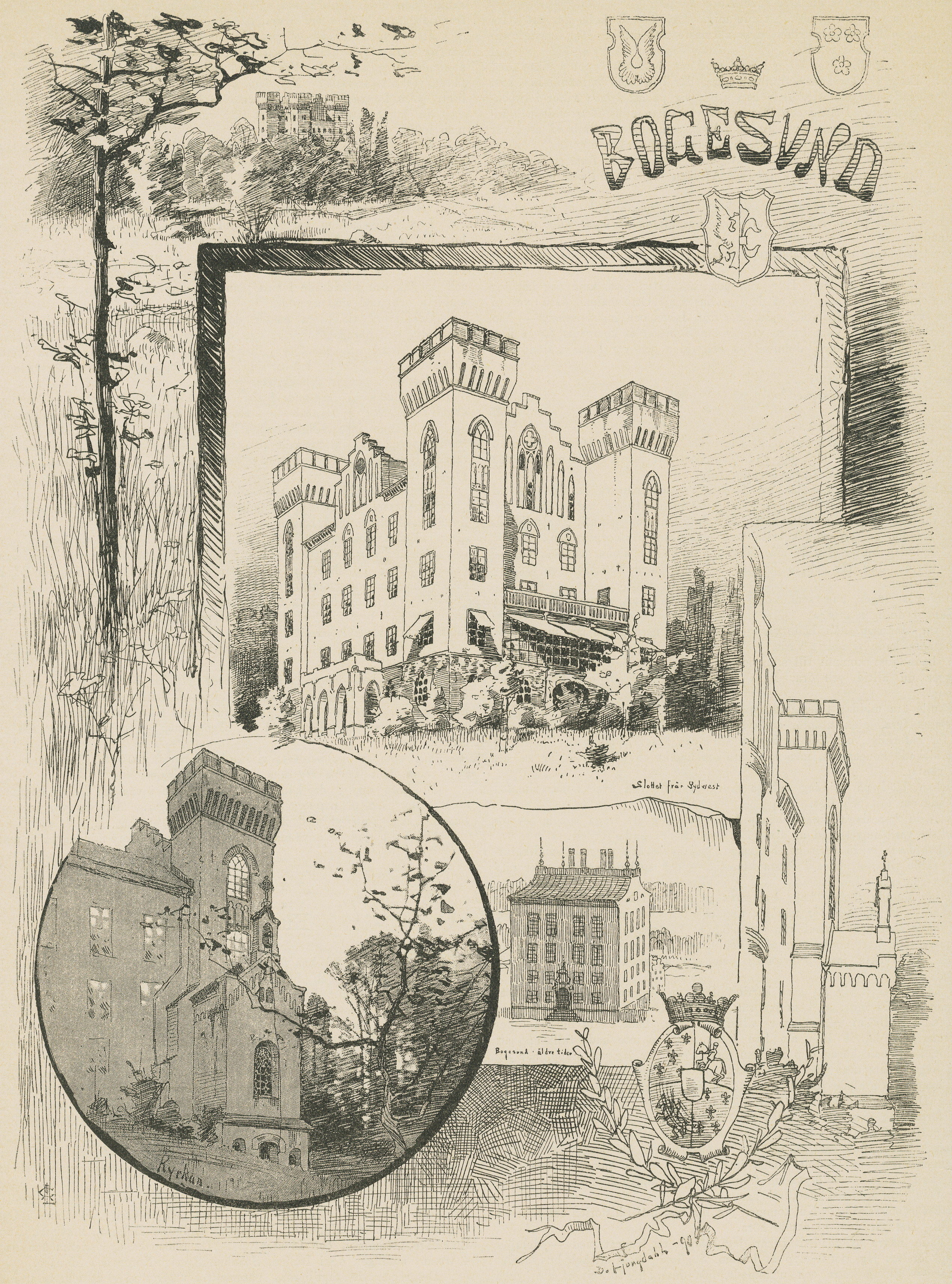
Bogesunds slott i en tolkning av David Ljungdahl, 1890.